# Escultura da Grécia Antiga

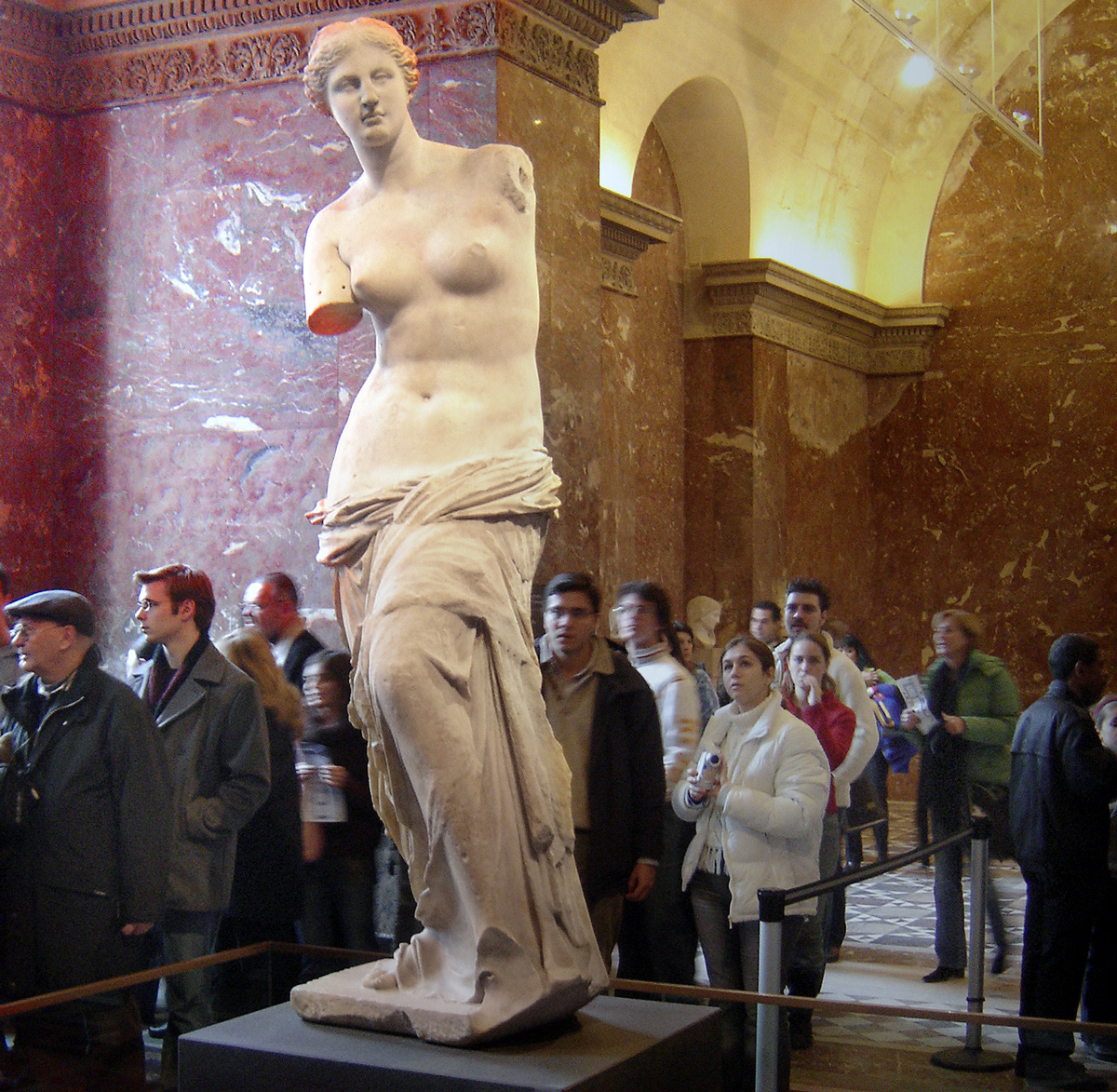
Vênus de Milo, uma das mais célebres estátuas de todos os tempos, obra de Alexandre de Antioquia, atualmente no Louvre

Escultura da Grécia Antiga é uma expressão que usualmente se refere às obras escultóricas criadas na Grécia entre o período Dedálico 650−600 a.C., quando a arte grega começou a formar um estilo próprio original, e a época do seu último florescimento importante, na chamada era Helenística, que durou até cerca de 100 a.C., quando o país já estava sob domínio romano.
A escultura é uma das mais importantes expressões da cultura grega.Além de possuir grandes méritos artísticos intrínsecos, tanto no terreno do conceito como da técnica e da forma, foi instrumento utilíssimo, sendo veículo e ilustração de uma série de valores daquela sociedade, estando ligada a inúmeras esferas da vida e do saber, como a religião, a política, a ciência, a decoração de espaços e edifícios públicos, o esporte, a educação, e outras. Mais do que isso, inseminou uma grande variedade de outras culturas da bacia do Mediterrâneo, penetrou até a Índia durante a época de Alexandre, o Grande, exerceu decisiva influência sobre a escultura romana, como antes havia feito com a escultura etrusca, definiu muitos dos principais parâmetros da arte da Renascença e do Neoclassicismo, e é uma referência das mais relevantes mesmo nos dias de hoje para toda a cultura do Ocidente.
Centrada na representação do homem e de deuses antropomórficos, embora se manifeste também em uma grande diversidade de outros sujeitos, alguns dos cânones formais para o corpo humano que introduziu foram uma criação inédita na história da arte mundial, estabelecendo uma bem sucedida aliança entre a imitação realista e quase científica das formas naturais e sua idealização, e ainda hoje são largamente prestigiados como modelos de beleza. Também foi importante na inauguração de um novo ramo filosófico, a estética. Algumas de suas obras mais destacadas se tornaram ícones populares, como a Vênus de Milo, o Apolo Belvedere e a Vitória de Samotrácia, e os nomes dos seus artistas mais importantes, entre eles Fídias, Policleto e Praxíteles, são aureolados de grande fama.

## Os períodos estilísticos

### Antecedentes: Período Geométrico

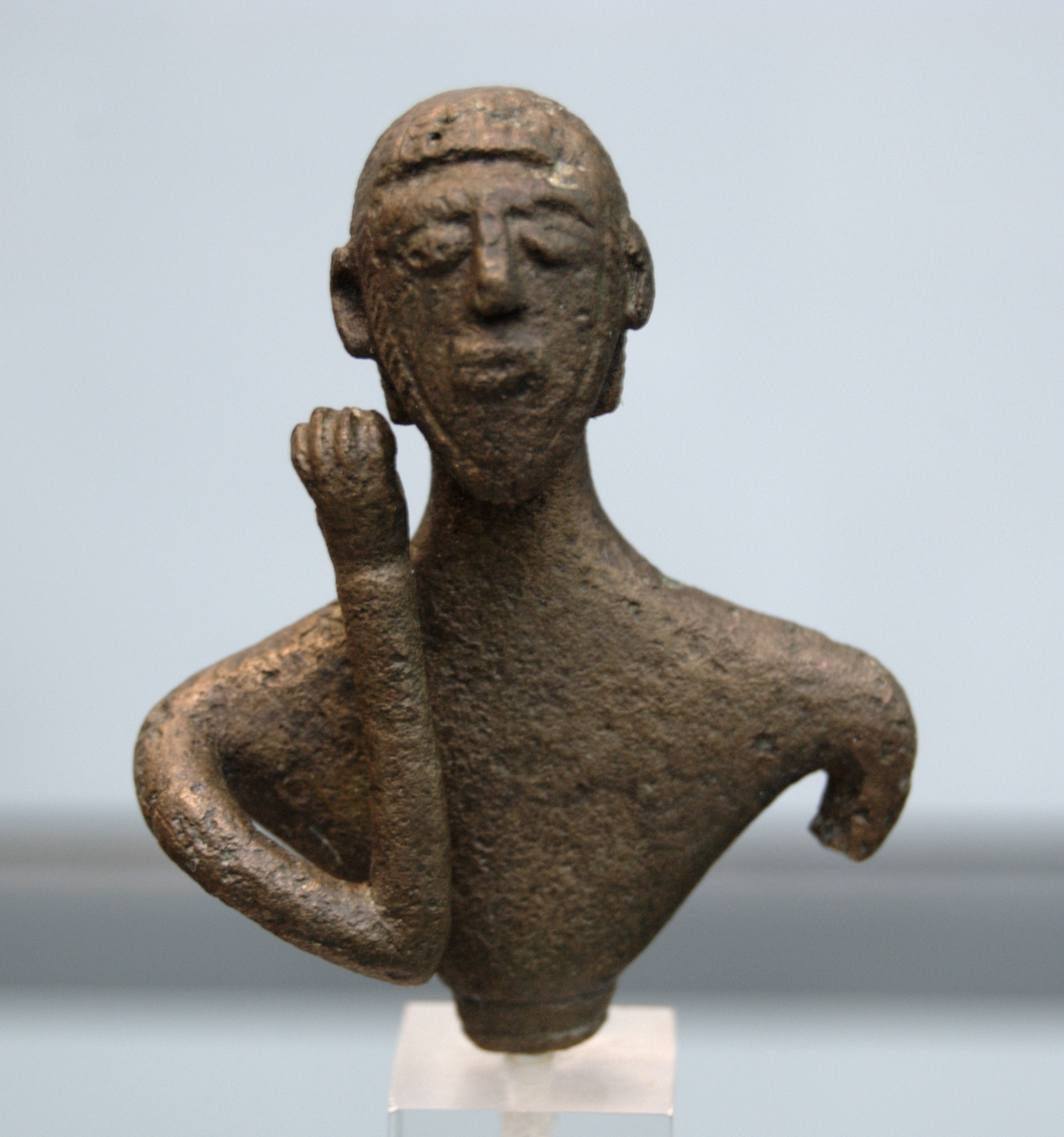
Estatueta de guerreiro do século VIII a.C., Coleções Estatais de Antiguidades, Munique.

As raízes da cultura grega clássica podem ser estabelecidas no Período Geométrico (c. 900 - 700 a.C.), quando diversas transformações sociais importantes levaram à formação da cidade-estado, o núcleo social urbano onde nasceu a maior parte da arte subsequente. Desenvolve-se o alfabeto grego, o comércio se intensifica com a Ásia Menor e o sul da Itália e se fundam diversos templos. Desta fase sobrevive uma variedade de artefatos, entre cerâmicas, adornos, armas e estatuetas votivas de bronze e barro, mostrando formas altamente estilizadas, evidenciando um artesanato de considerável habilidade, mas não há traços de estatuária de grande porte.

### Período Dedálico
A hipótese de que a estatuária de grandes dimensões evoluiu diretamente das estatuetas votivas tem poucos defensores, já que as peças mais antigas diferem radicalmente da produção do período Dedálico e sua sequência. É possível que alguma inspiração tenha vindo da Síria, que mantinha na época algum contato com a Grécia e havia desenvolvido uma arte estatuária significativa, e permaneceu por algum tempo como um referencial para as regiões asiáticas da Grécia. O Egito é apontado como outra influência, mais importante para a Grécia europeia. Registros informam que escultores de Samos aprenderam seu ofício em oficinas egípcias. O estilo hierático, impessoal e frontal dos egípcios tem similitude com as primeiras estátuas de grande porte produzidas na Grécia durante este período, já com um estilo caracteristicamente grego, do tipo dos kouroi e das korai, o que reforça a suposição. Mesmo com estas influências prováveis, a escultura grega é em boa parte uma criação original.
O Período Dedálico (c.650−600 a.C.) foi assim denominado em homenagem a Dédalo, o herói mítico que é tido como inventor da arte da escultura. As características marcantes nesta fase, que mostrou grande homogeneidade, são a rígida frontalidade, o modelado achatado do corpo e o desenho simplificado da anatomia, que é antes uma idealização do que uma observação da natureza. O rosto é esquemático em forma triangular, com testa baixa, olhos e nariz grandes, e boca inexpressiva. As orelhas podiam ser omitidas ou tinham implantação perpendicular ao crânio, e o cabelo cai em grossas madeixas. As pernas são usualmente longas e a cintura é alta e estreita.

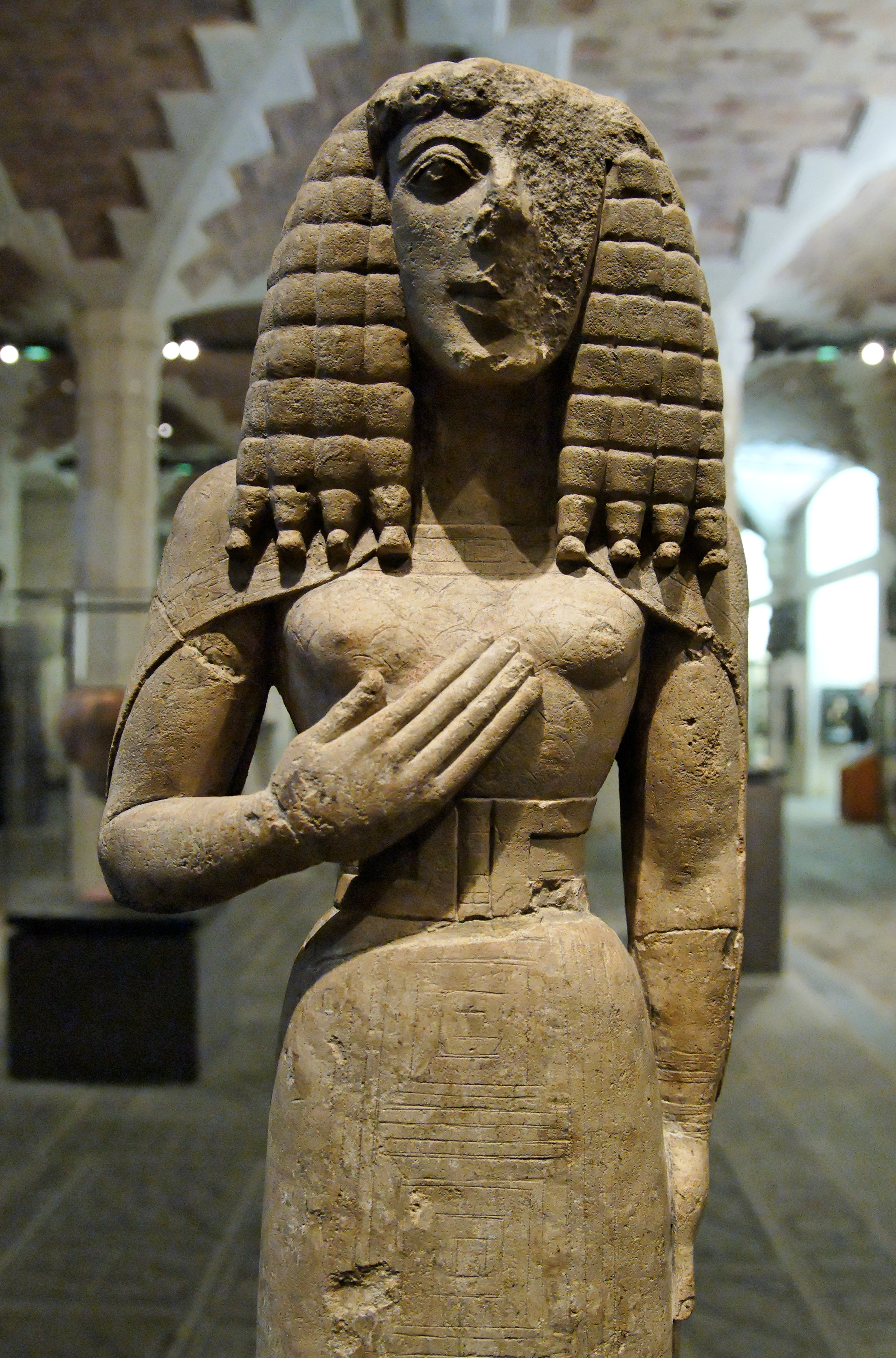
Kore dedálica chamada de Dama de Auxerre, c., Louvre

No caso das estátuas femininas (kore, plural korai), elas aparecem com longas túnicas, mas nas masculinas (kouros, plural kouroi) a nudez é a regra. Estes dois tipos permaneceriam dominantes também ao longo de toda a fase Arcaica, junto com o da mulher vestida e sentada. Nos relevos, porém, aparecem maior variedade de posições, figuras em grupos, seres mitológicos e animais. Para a representação do movimento nos relevos é adotada uma fórmula similar à usada nas pinturas de vasos do Período Geométrico, com o peito e cabeça frontalizados, mas com a parte do corpo abaixo da cintura em perfil.
Ainda que aqueles três tipos principais tenha sido todos muito comuns, o kouros, com sua anatomia completamente exposta, assumiu uma importância superlativa para o desenvolvimento da escultura, já que a sociedade grega só viria a permitir a exposição do corpo feminino desnudo em torno do século IV a.C.. O tipo do kouros se define por uma figura masculina nua, jovem e imberbe, com a perna esquerda à frente e os braços caídos rigidamente junto ao corpo, com raras variações neste padrão. A koré está sempre vestida, também é uma jovem e tem os pés juntos, e sua postura tem um pouco mais de variedade do que a sua contraparte masculina, e seus braços podem pender ou se dobrar, cruzando sobre o peito, ou se apenas um deles se move, pode estar voltado para a frente. Os kouroi não eram produzidos meramente com fins estéticos, mas eram oferendas religiosas colocadas em santuários, marcavam a tumba de alguma personalidade ou eram monumentos públicos, e não representavam pessoas individualizadas, sendo antes a corporificação de algum ideal de beleza, honra, virtude, piedade ou sacrifício.

### Período Arcaico

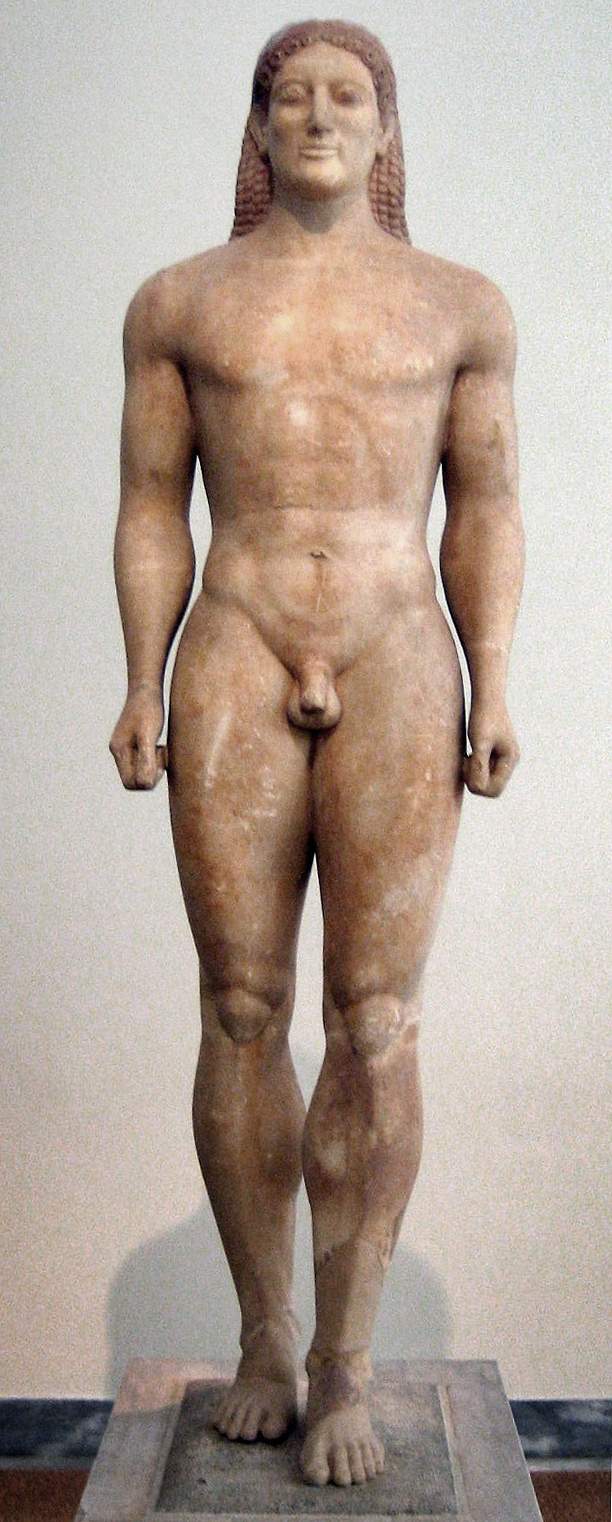
Kouros Kroisos, c., Museu Arqueológico Nacional de Atenas

O Período Arcaico (c. 600−500 a.C.) foi definido por uma progressiva urbanização da Grécia, com o crescimento do comércio e o estabelecimento das primeiras grandes cidades com sua aristocracia enriquecida. Com isso se desenvolve também a arquitetura, e com ela a decoração escultórica monumental, e o mármore desloca a cerâmica como o material de eleição, especialmente para as obras importantes. A cultura florescia nas cortes dos tiranos, e ali se cristalizou um corpo de conceitos éticos e educativos que teriam reflexo na arte: a paideia (παιδεία), significando um processo de educação completa e integral que almejava a formação de um cidadão exemplar apto para assumir qualquer função na sociedade, inclusive o governo supremo. A paideia envolvia conceitos correlatos como a aretê (ἀρετή), um conjunto de concepções a respeito da nobreza de caráter e aptidão física e militar; a kalokagathia (καλοκαγαθία), um ideal de equilíbrio perfeito entre as virtudes físicas e morais associando beleza com bondade, e a sophrosyne (σωφροσύνη), um ideal de autocontrole, disciplina e moderação.
Tais conceitos são expressos na escultura através da desenvoltura técnica recentemente conquistada pelos artífices, e se torna aparente no porte majestoso e na atitude de inabalável confiança e altivez mostrada pelos kouroi deste período. Seu desenho ainda era resumido às feições essenciais, mas sinais de uma observação mais atenta da anatomia se mostravam no progressivo detalhamento da musculatura e da estrutura subjacente do esqueleto, com um modelado com maior profundidade e uma sugestão de movimento real. No caso das jovens, as korai, observa-se uma variedade maior de atitudes e nos padrões do drapeado das vestes. A frontalidade permanece como o cânone oficial, e desvios desta regra são raros e podem ser atribuídos a necessidades específicas da peça, como a cabeça em 3/4, no caso famoso do Cavaleiro Rampin, já que a cabeça do cavalo poderia impedir a visualização adequada do rosto do cavaleiro, ou quando a figura carrega algum objeto, como no Moscóforo do mesmo museu, ou quando se trata de uma esfinge a ser vista lateralmente, quando a posição da cabeça pode ser encontrada em ângulo reto em relação ao corpo.
Neste período percebe-se uma divisão em duas tendências estilísticas, uma ainda sob influência síria, com um centro produtor principal em Samos, e outra mais apegada ao estilo egípcio, com seu centro na Ática. Começam a ser registrados alguns nomes de escultores importantes, como Arístocles de Sidônia, Cânaco e Hegias de Atenas, aparece o chamado sorriso arcaico nas estátuas, e o corpo humano firma-se então definitivamente como objeto e assunto principal da arte grega. Um dos tipos principais de escultura, o kouros, era sempre nu, e no período Arcaico ele era ainda mais nu do que durante a fase Dedálica, quando muitas vezes o jovem portava um cinturão. Assim, os problemas de representação anatômica não mais poderiam ser ignorados, e nota-se maior atenção à observação do natural, embora as formas ainda devessem se encaixar no esquema geral idealizado.
Por volta do fim do século VI a.C. o detalhamento nas formas corporais havia chegado a um grau avançado, o esquema da frontalidade já não se adequava ao naturalismo anatômico conquistado, e as figuras adquirem movimento, embora ainda com certa rigidez. Nos relevos o progresso é evidenciado pelo surgimento da lateralização do tronco e da cabeça, na criação de grupos de figuras em sobreposição parcial, e no modelado que adquire maior profundidade. As figuras de monstros mitológicos se tornam mais raras e nos animais é privilegiado o cavalo, e em menor grau o leão e a esfinge. Também surgem os primeiros exemplos de escultura ornamental nos edifícios, tipificada pelos grupos instalados nos frontões dos templos, sendo os mais antigos os do templo de Ártemis em Corfu. Outro exemplo monumental, já com significativo avanço na flexibilização das figuras é a Gigantomaquia criada por Endoios para o frontão do templo Arcaico dedicado a Atena erguido na Acrópole de Atenas por volta de 525 a.C.
No Período Arcaico começa a difusão da estatuária grega pelas colônias na Magna Grécia e nas áreas orientais do Mediterrâneo, influenciando as culturas estrangeiras em contato com elas, como a etrusca, a cipriota, a fenícia e mesmo a síria, que antes havia inseminado a própria Grécia. Elementos do estilo Arcaico conheceram momentos de ressurgência até mesmo durante as fases Clássica e Helenística, e na arte romana algumas escolas demonstraram um apreciável interesse pelo arcaísmo em sínteses ecléticas.

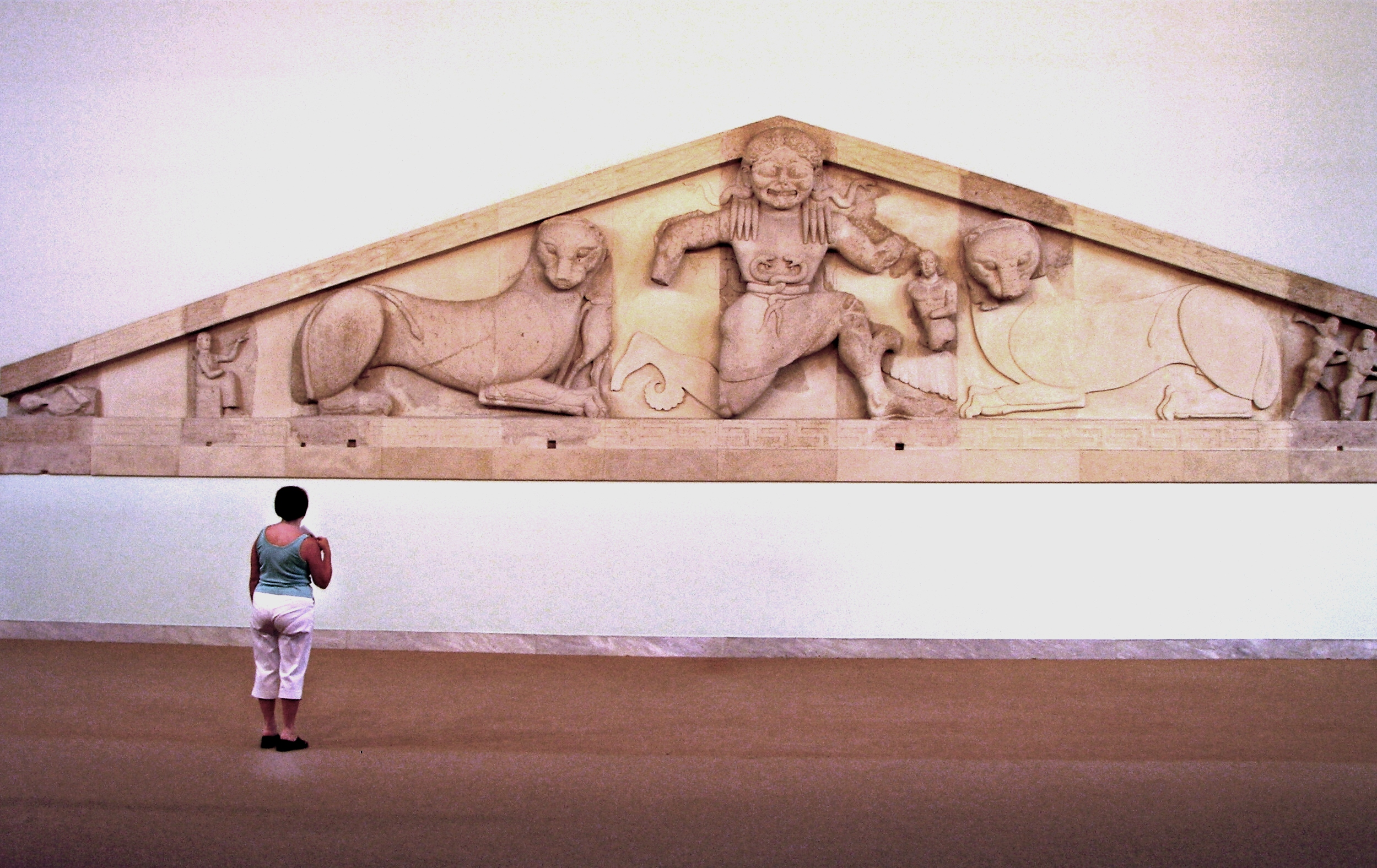
Frontão do Templo de Ártemis em Corfu. Museu Arqueológico de Corfu
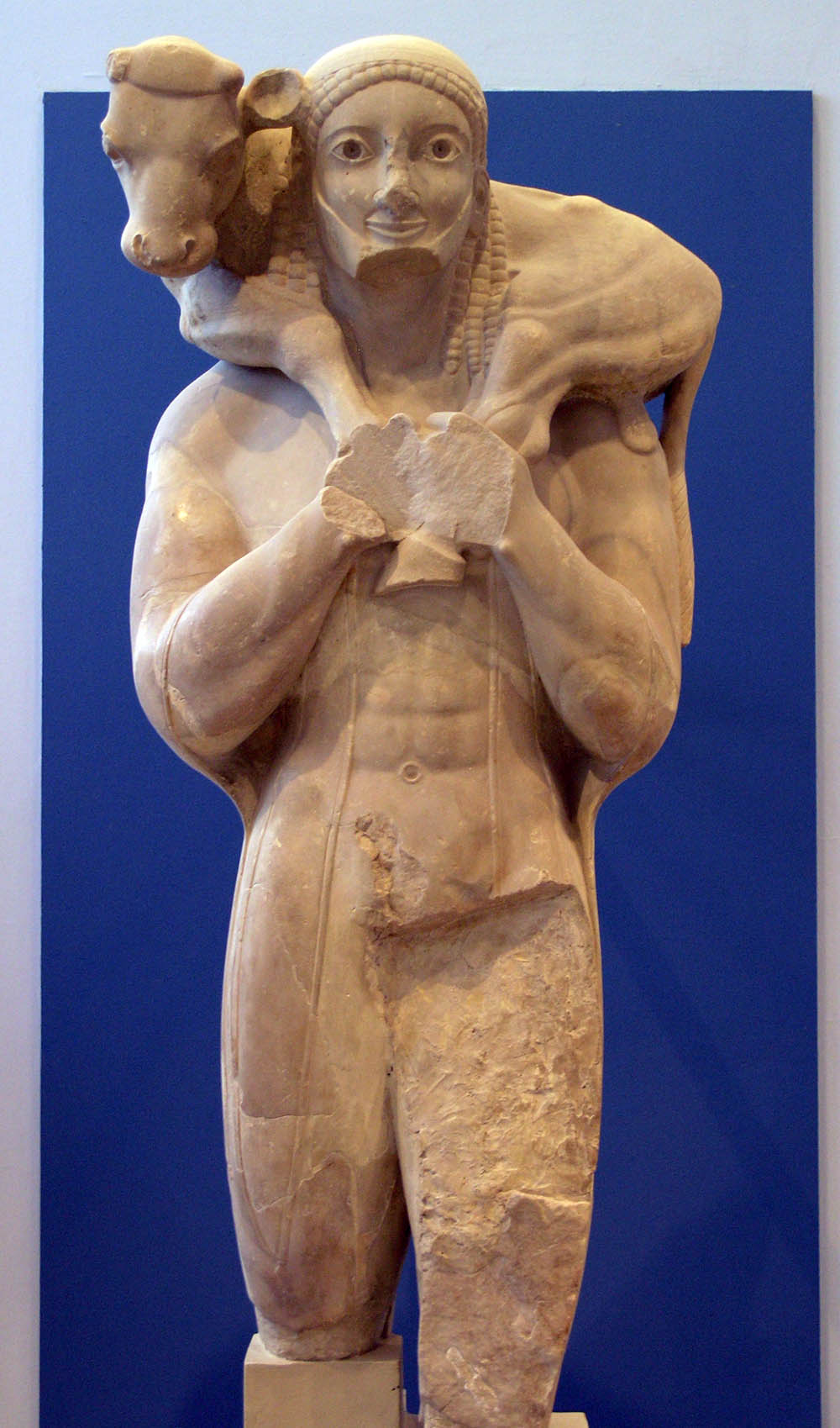
O Moscóforo, c. 560 a.C., Museu da Acrópole de Atenas
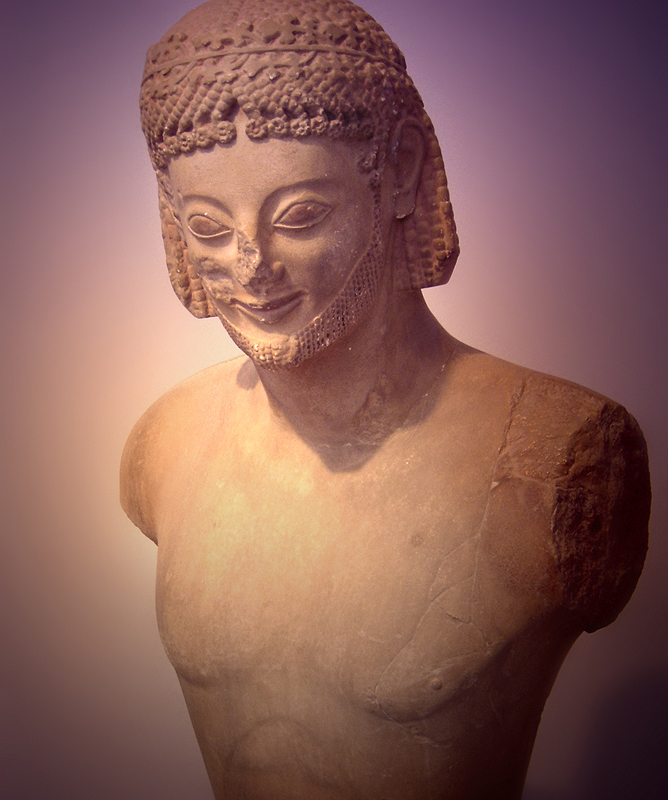
Detalhe do Cavaleiro Rampin, com o sorriso característico do período arcaico, c. 550 a.C. Museu da Acrópole de Atenas
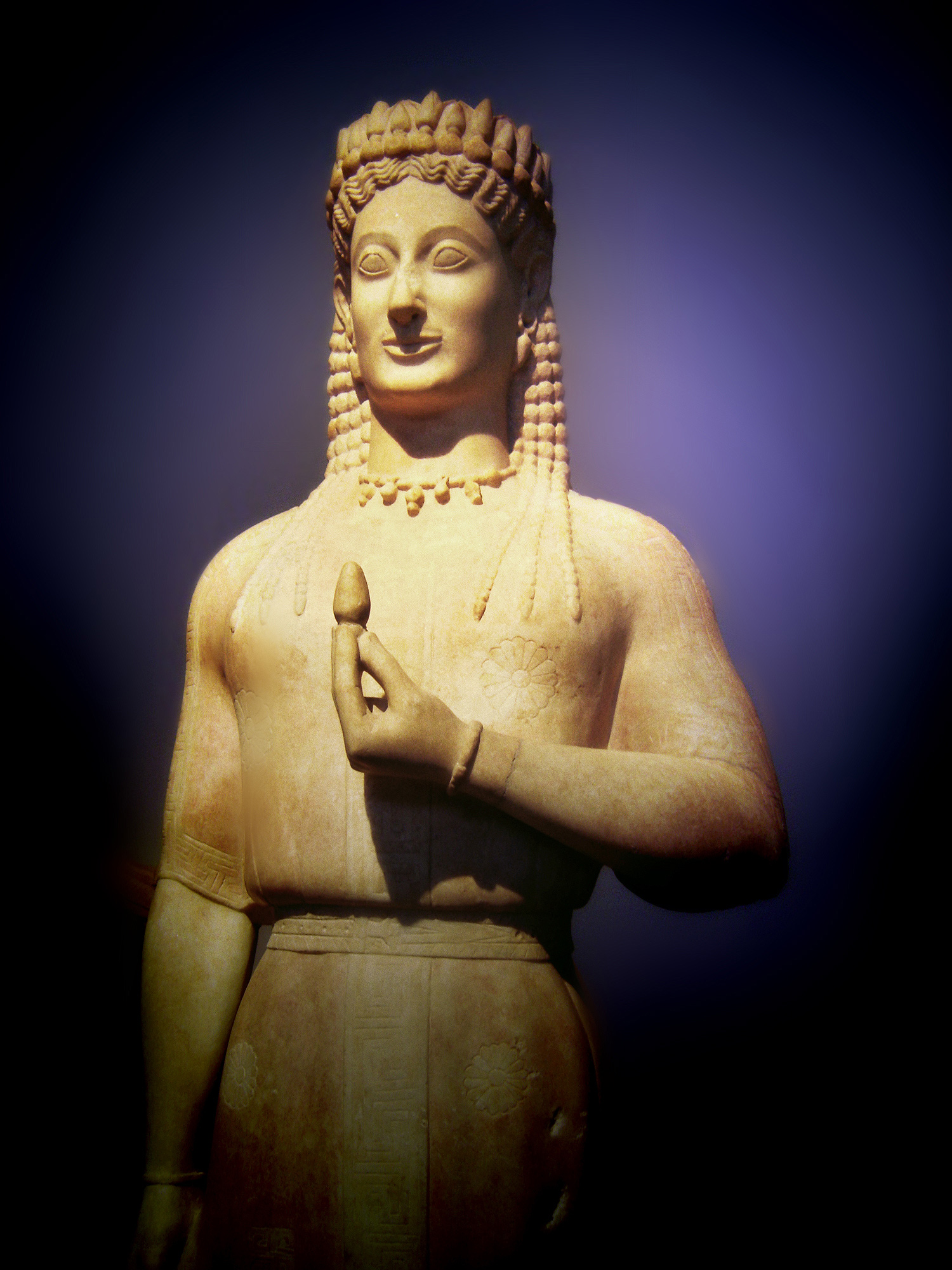
Kore arcaica, Museu Arqueológico Nacional de Atenas

### Período Severo
Como transição entre o Período Arcaico e o Período Clássico está a fase conhecida como Período Severo (c.500−450 a.C.) justamente pelo seu repúdio ao decorativismo. A fundação de vários templos, favorecendo a aplicação dos novos conhecimentos anatômicos na estatuária pedimental e nos relevos, e mais a ascensão da burguesia urbana, a secularização dos costumes e a introdução da democracia em Atenas, levaram ao fim a cultura aristocrática epitomizada pelos kouroi, com um resultado visível na mudança importante no estilo e na função da estatuária, que abandona a uniformidade dos kouroi votivos para representar também os atletas vencedores dos Jogos, os líderes políticos e generais, e as várias divindades.

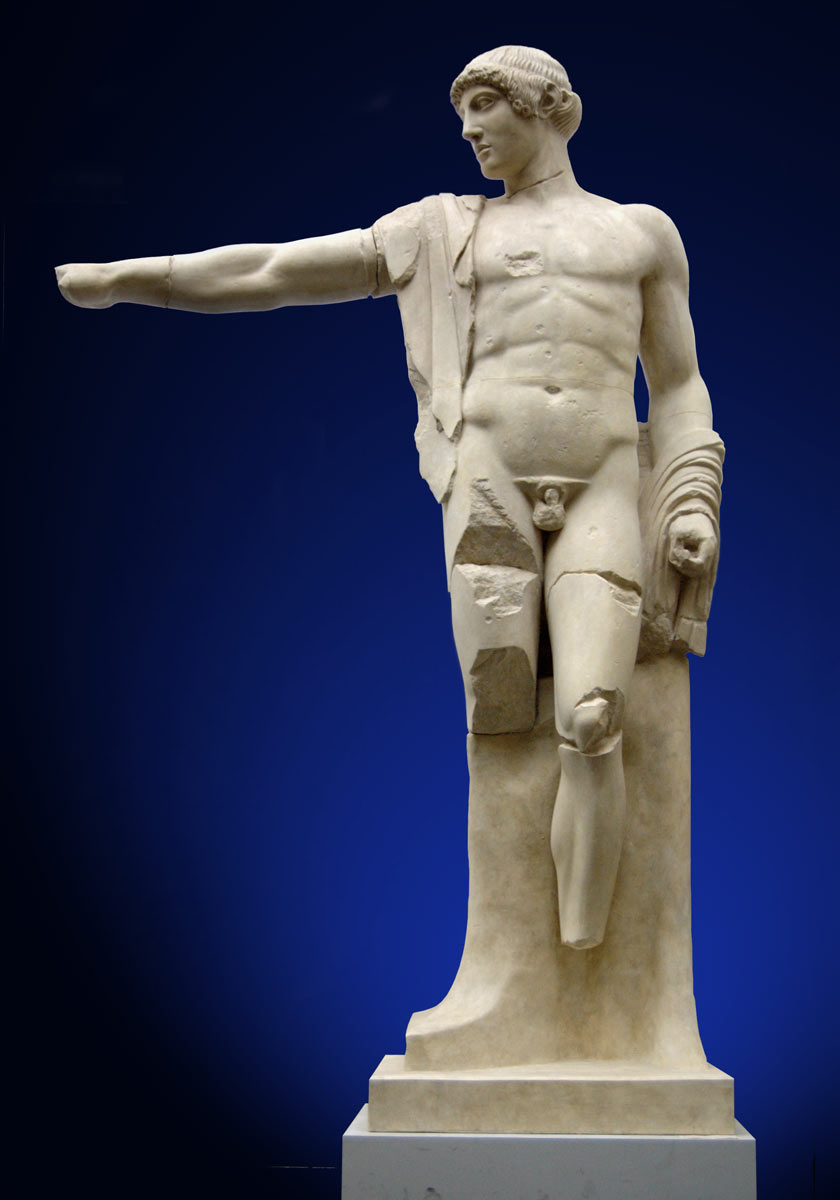
Cópia moderna do Apolo do Templo de Zeus em Olímpia. O original está no Museu Arqueológico de Olímpia

A arte é revolucionada com a introdução de concepções novas, que a libertam de seu utilitarismo e lhe conferem certa autonomia. Com uma civilização já em pleno florescimento, os gregos já se sentiam mais seguros e livres da pressão imediata da luta pela vida e se aprofundam na filosofia. Hauser afirma que nesta fase "o conhecimento prático dá lugar ao exame livre, meios de dominar a natureza passam a ser métodos de descobrir a verdade abstrata. E assim a arte, que começou por ser um mera servidora da magia e do ritual (…), torna-se até certo ponto uma atividade pura, autônoma, desinteressada, praticada pelo seu próprio valor e pela beleza que revela.".
Em linhas gerais esta fase se caracteriza por um progressivo incremento no dinamismo das figuras, os braços ganham em liberdade, o torso se flexibiliza e há maior detalhamento e suavização da anatomia. O modelado da cabeça se harmoniza com o do corpo, os detalhes são reduzidos a um mínimo com ênfase nos traços anatômicos principais, o sorriso arcaico tende a ser substituído por uma expressão séria e distante, e aparecem representações mais verossímeis da velhice, embora ainda exista grande idealismo nas formas. Nesta fase é formulado o chamado perfil grego, unindo a testa e o nariz em uma linha retilínea, e o bronze começa a se tornar um material de uso frequente.
Indicativo dos progressos do período é o Efebo de Crítio, dos primeiros exemplos a mostrar uma sugestão do contrapposto, um movimento nas ancas que surge quando a figura se apoia em uma das pernas enquanto a outra se encontra em repouso. O mesmo desenvolvimento formal se nota nos relevos, com crescente complexidade das cenas e das formas anatômicas. Exemplo superior desta época é o conjunto escultórico do templo de Zeus em Olímpia, realizado por um artista desconhecido chamado Mestre de Olímpia e seus auxiliares. Neste grupo decorativo são encontradas pela primeira vez na arte grega características que seriam retomadas somente na fase Helenística bem mais tardia, como o extraordinário dinamismo nas cenas e expressões emocionais intensas. Outro exemplo de grande importância são as estátuas decorativas do Templo de Afaia, em Egina, hoje preservadas na Gliptoteca de Munique. Dentre os relevos se destaca o Relevo dos jogadores de bola, de c. 510 a.C., sendo um verdadeiro compêndio de anatomia e cinesiologia, com uma série de figuras em variadas posições.

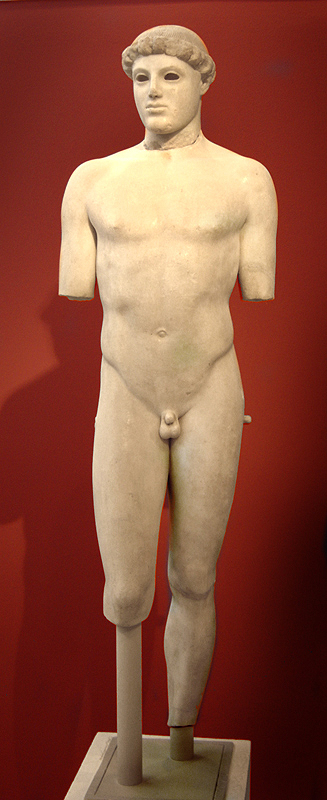
Efebo de Crítio, c. 480 a.C., Museu da Acrópole de Atenas
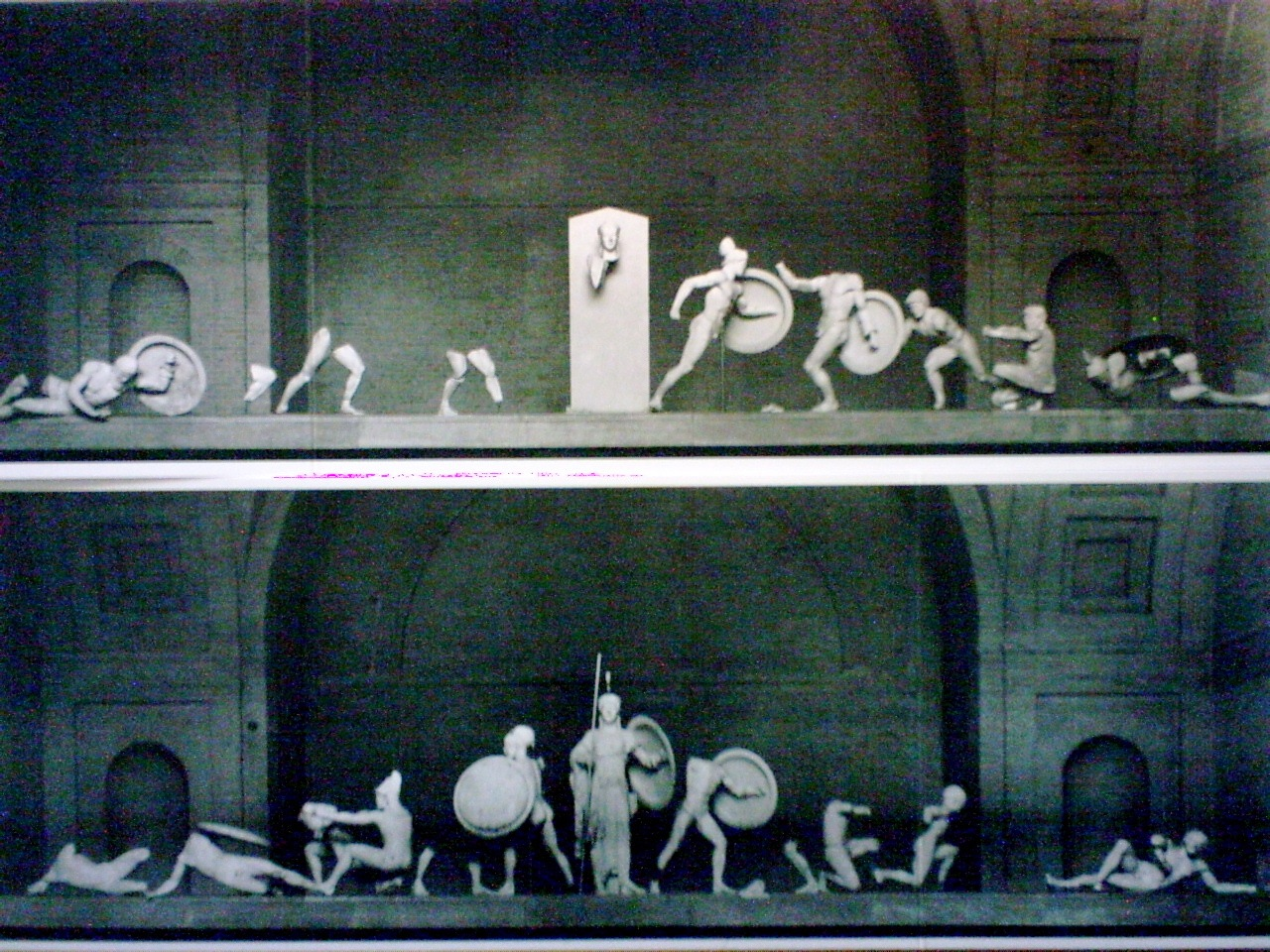
Estatuária pedimental do Templo de Afaia, Gliptoteca de Munique
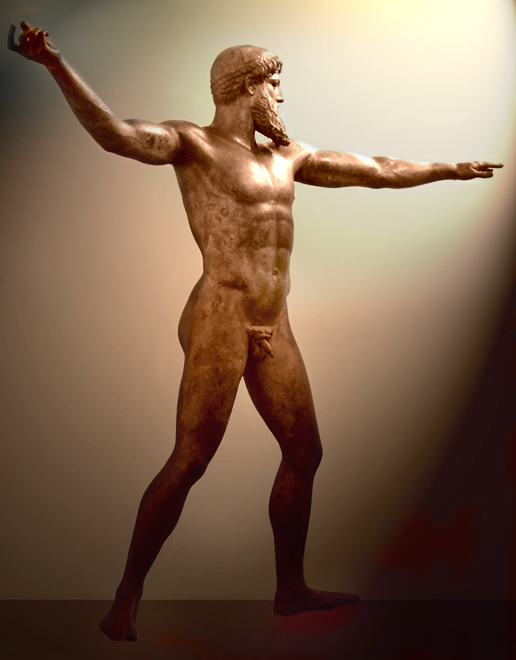
O Deus do Cabo Artemísio, possivelmente Poseidon ou Zeus, c. 460 a.C., Museu Arqueológico Nacional de Atenas
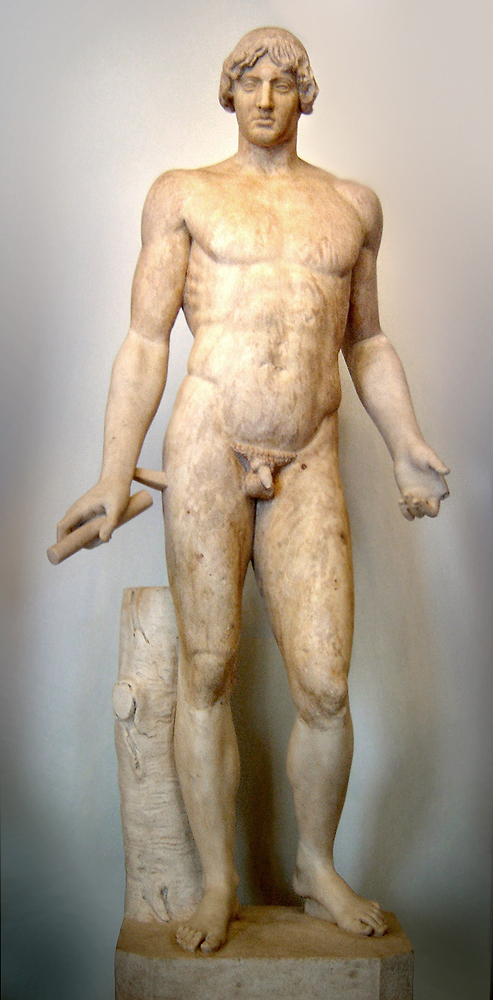
Atribuído a Cálamis: Apolo do ônfalo ou Apolo Alexicaco. Museus Capitolinos

### Período Clássico
Uma rápida evolução na técnica e no estilo leva ao classicismo grego (c. 450−323 a.C.), período em que se realizam as mais importantes e seminais conquistas no terreno do naturalismo, ao mesmo tempo em que perduram uma série de convenções estritas a respeito de proporções e ordem, dando origem a uma síntese sem paralelos no mundo antigo e que até hoje permanece uma referência vital para a arte e cultura de grande parte do mundo..
O primeiro grande centro produtor do classicismo é Atenas, acompanhando sua hegemonia e esplendor, construindo uma sociedade democrática - para os padrões da época - e que prezava a liberdade individual, favorecendo uma arte mundana. O interesse gradualmente se desloca do geral para o particular, do simples para o exuberante, e a representação anatômica chega a um estágio de grande verossimilhança, com maior estudo da musculatura do tronco e membros em detrimento da face, que perde em expressividade embora ganhe em semelhança e detalhamento, surgindo os primeiros retratos. Os panejamentos e mantos das vestes recebem atenção especial e adquirem variedade como complementos formais importantes para a figura humana, as posições são muito variadas, e as esculturas abandonam definitivamente a frontalidade para receberem acabamento por igual em todas as suas partes, de forma a poderem ser apreciadas de todos os ângulos.

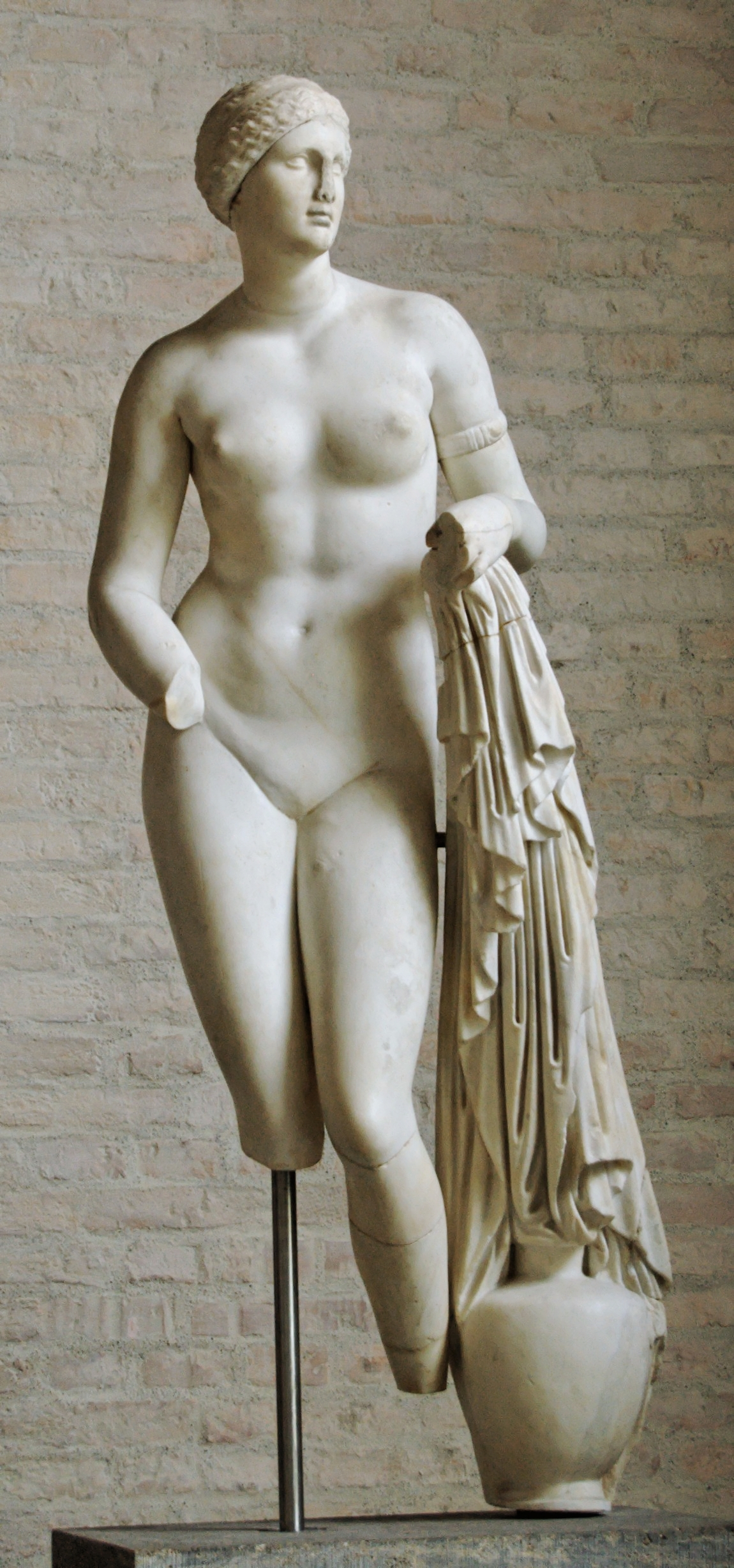
Afrodite Braschi, uma das várias cópias conhecidas da Afrodite de Cnido, de Praxiteles, c., que criou um cânone de beleza feminina. Gliptoteca de Munique

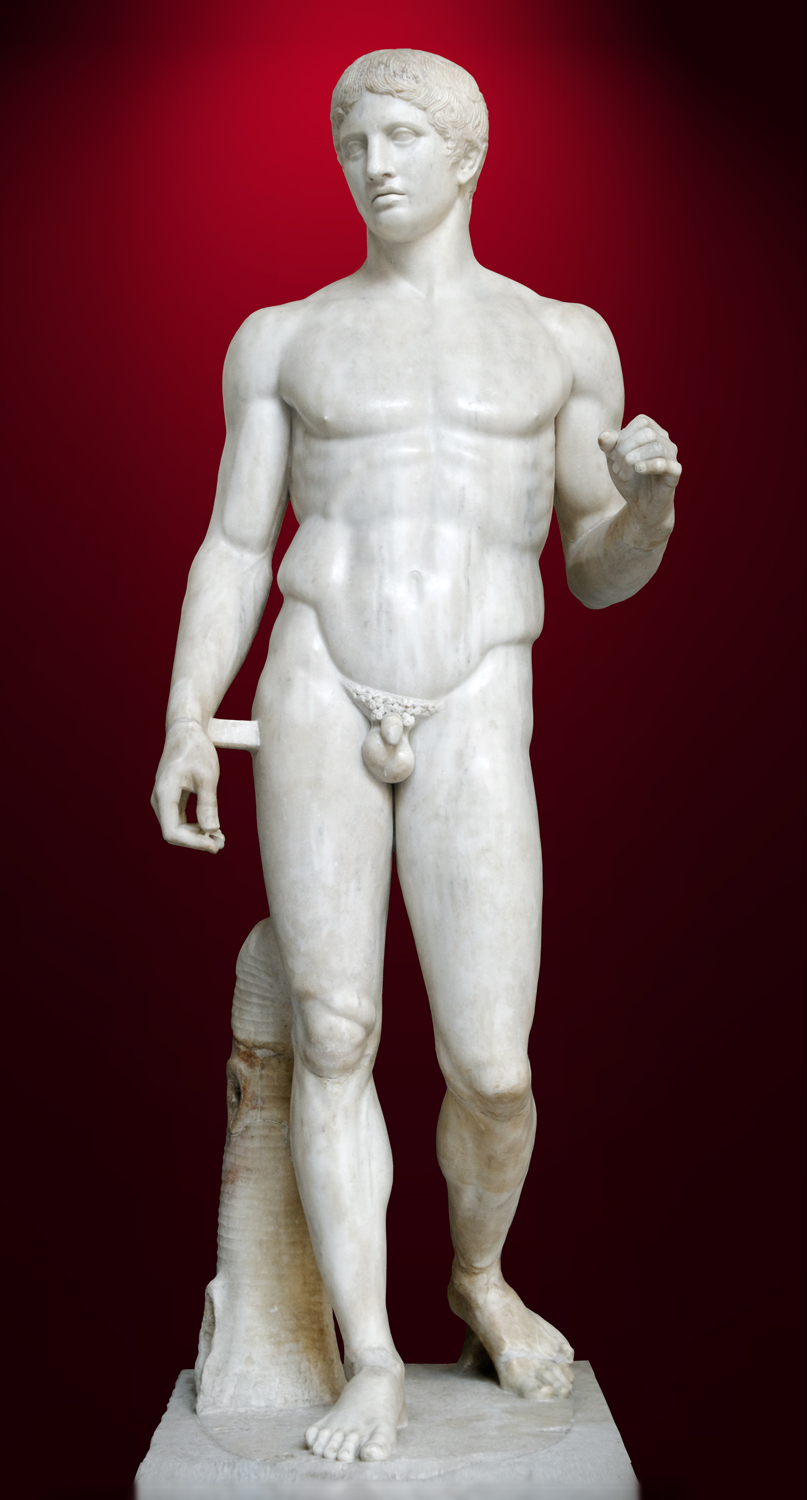
O Doríforo, de Policleto, um paradigma do cânone clássico masculino. Cópia no Museu Arqueológico Nacional de Nápoles

Também começam a ser registradas as atividades de artistas que formariam importantes escolas e estabeleceriam padrões de proporções ainda empregados atualmente. O primeiro autor notável, vencendo definitivamente a rigidez reminiscente do período Arcaico, foi Míron, criador do célebre Discóbolo, onde as tensões do movimento são exploradas com maestria e realismo. A seguir vem Fídias, que levou a estatuária grega ao seu primeiro momento de real esplendor. Foi autor de estátuas colossais como o Zeus de Olímpia e a Atena Partenos, imagens dotadas de grande majestade, das quais hoje subsistem infelizmente apenas cópias menores ou descrições. Mais dinâmicas são as esculturas do pedimento do Partenon. Outras obras atribuídas a ele ou à sua escola são o Apolo de Kassel e a Atena Lêmnia. Dentre seus seguidores estão Alcâmenes e Crésilas. Contemporâneo de Fídias foi Policleto, de fama igualmente vasta, criador de um cânone de proporções ideais do corpo humano que encontrou expressão magnífica em obras como o Doríforo, o Discóforo e o Diadúmeno.
Atenas caiu em 404 a.C., no fim da Guerra do Peloponeso, e conseguiu contudo preservar sua influência cultural por mais algum tempo, mas instaura-se uma certa confusão política na Grécia e novos valores são introduzidos na sociedade, e o ideal aristocrático de vida e educação é posto em xeque pela burguesia que vinha enriquecendo mas era bem menos culta e baseava seu julgamento em critérios antes de tudo emocionais e estéticos. Assim prolifera uma arte que privilegia aspectos puramente plásticos e sensoriais, o retrato se populariza e a dissolução de diversos tabus possibilita a abordagem de temas antes vedados, como o nu feminino. O cidadão, enfim, assume a dianteira em relação ao Estado como o principal patrocinador da arte. Reflexo destas mudanças, que em arte definem o chamado baixo classicismo, ou classicismo tardio, é o deslocamento dos deuses mais antigos e austeros, como Hera e Atena, em favor dos olímpicos jovens e dinâmicos, como Apolo, Ártemis e Afrodite.
Eufranor adaptou o cânone de Policleto e representa a evolução da escultura grega em direção ao uma escola mais realista, sensual e delicada, de cariz mais humano e menos augusto e idealizante, que teria grandes expoentes em Praxiteles, Lísipo e Escopas já no século IV a.C., e que apontariam o caminho para o desenvolvimento do estágio helenizante a seguir. Praxiteles, o mais famoso deles, foi o primeiro a introduzir o nu feminino em escala natural com a sua Afrodite de Cnido, uma das criações mais influentes e celebradas do classicismo grego, definindo um cânone de proporções para a figura feminina, e fundando a prolífica família da Vênus Pudica. O Hermes com o infante Dionísio e o Apolo Sauróctono são outras de suas obras conhecidas.
Lísipo, de longa carreira, chegou a ser o escultor predileto de Alexandre Magno, e introduziu, segundo Plínio, um novo cânone de proporções, com uma figura mais alongada, de cabeça menor, que seria importante no período do Helenismo. Seu Apoxiômenos é tido como o primeiro exemplo de escultura completamente onidirecional, ou seja, satisfatória em todos os ângulos em que é apreciada. Seu discípulo Carés de Lindos foi o autor do célebre Colosso de Rodes, uma das Sete Maravilhas do mundo antigo. Escopas participou da decoração escultórica do Mausoléu de Halicarnasso, outra das Sete Maravilhas, e celebrizou-se entre seus contemporâneos pelo intenso dramatismo de suas figuras. Outro grande representante desta fase é Leocarés, tido como autor da Diana de Versalhes e do  paradigmático Apolo Belvedere, considerado pelos neoclassicistas do século XIX a mais perfeita expressão do ideal de equilíbrio e majestade típicos do alto classicismo grego, influenciando gerações de artistas.
No campo da escultura funerária e nos relevos abandona-se o caráter impessoal e são retratados grupos familiares, bem como indivíduos isolados, de tocante sensibilidade, em atitude de luto sereno por seus parentes falecidos. São notáveis a Estela de Hegesos, de c. 410 a.C., os frisos do templo de Atena Nice na Acrópole de Atenas, a Estela do caçador, atribuída a Escopas, e a Estela de Dexileu, c. 394 a.C., hoje no Museu Arqueológico de Cerâmico.

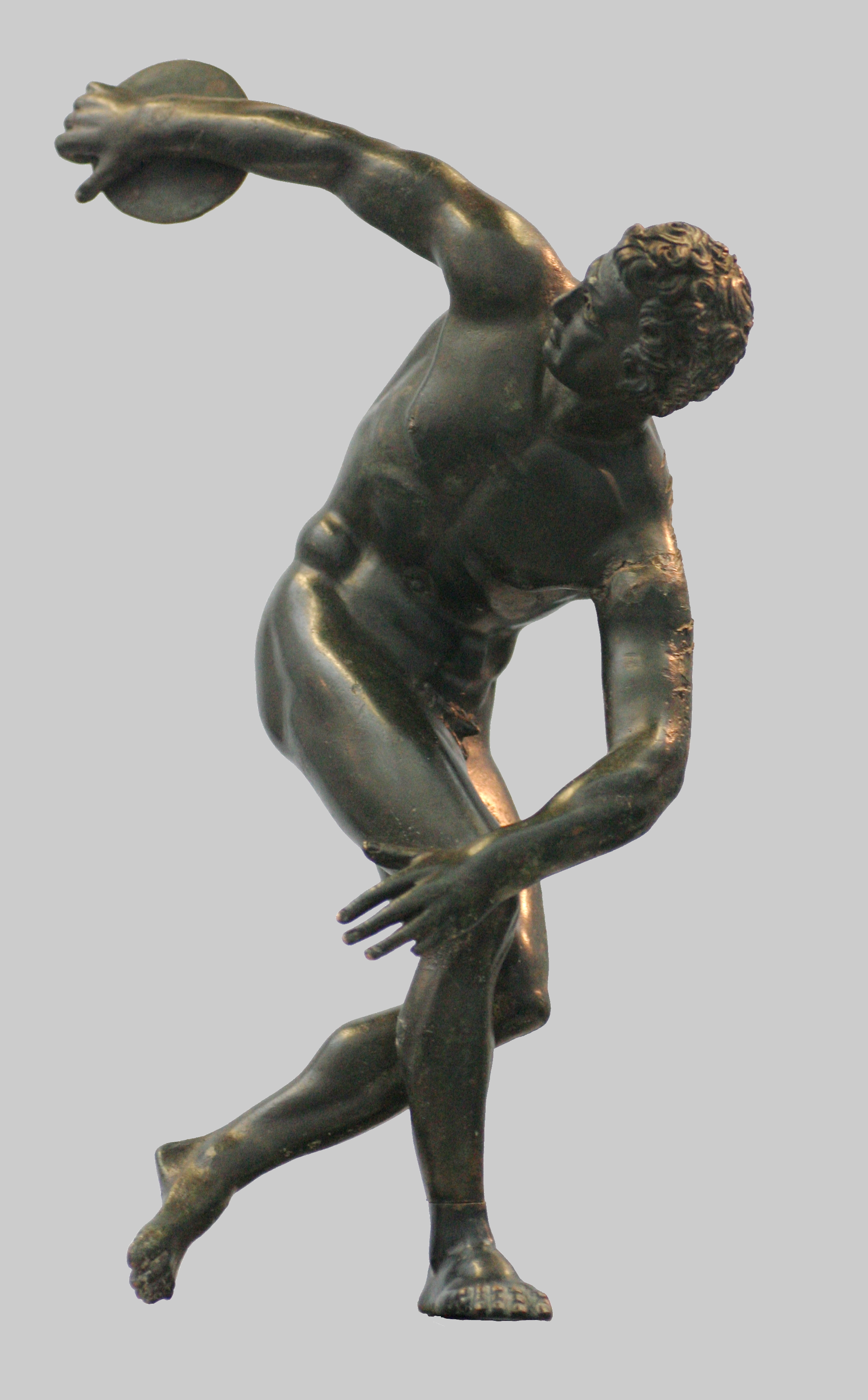
Cópia de Míron: Discóbolo, c. 455 a.C., Gliptoteca de Munique
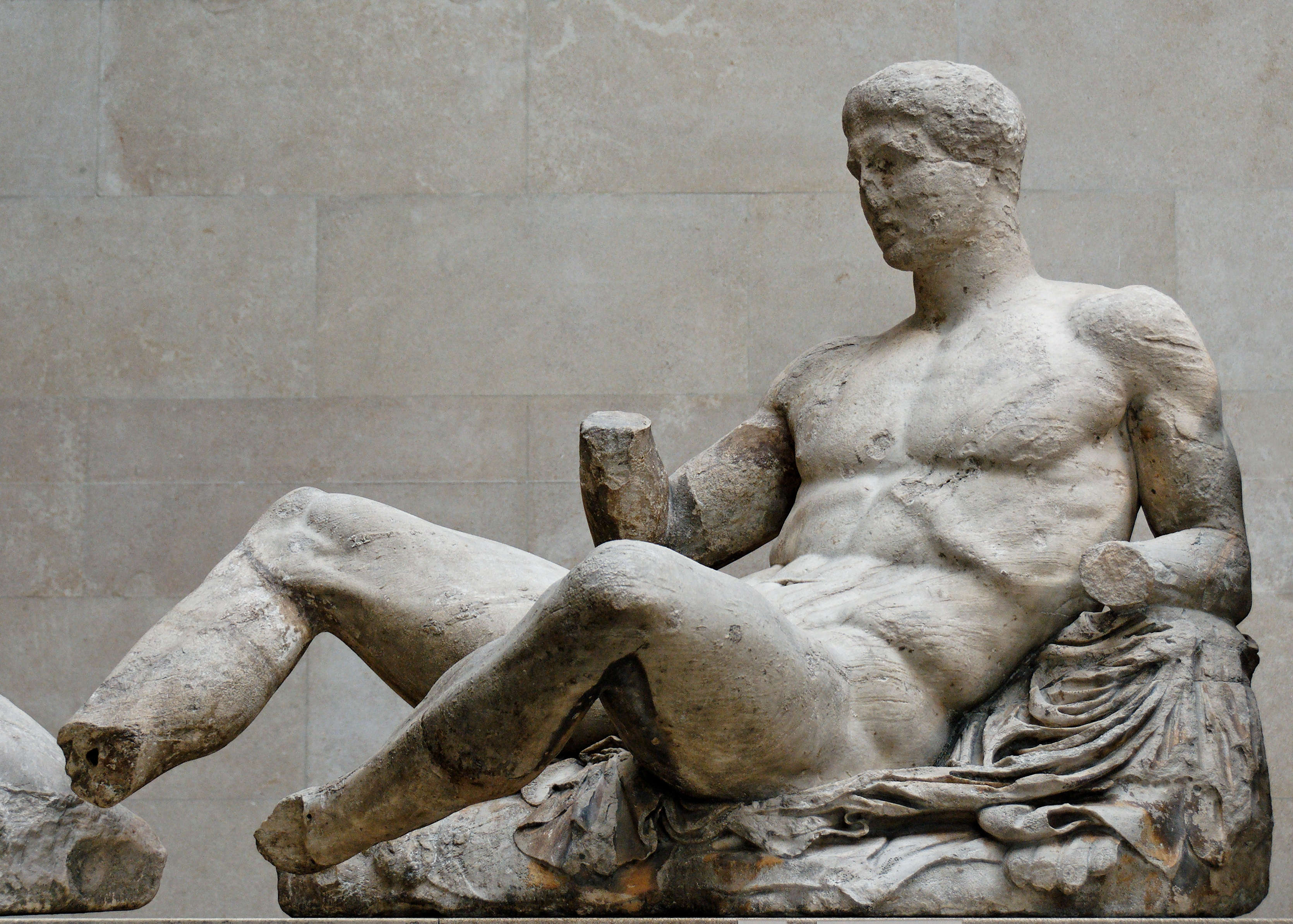
Oficina de Fídias: Dionísio, c. 440 a.C., antigamente no frontão do Partenon, hoje no Museu Britânico
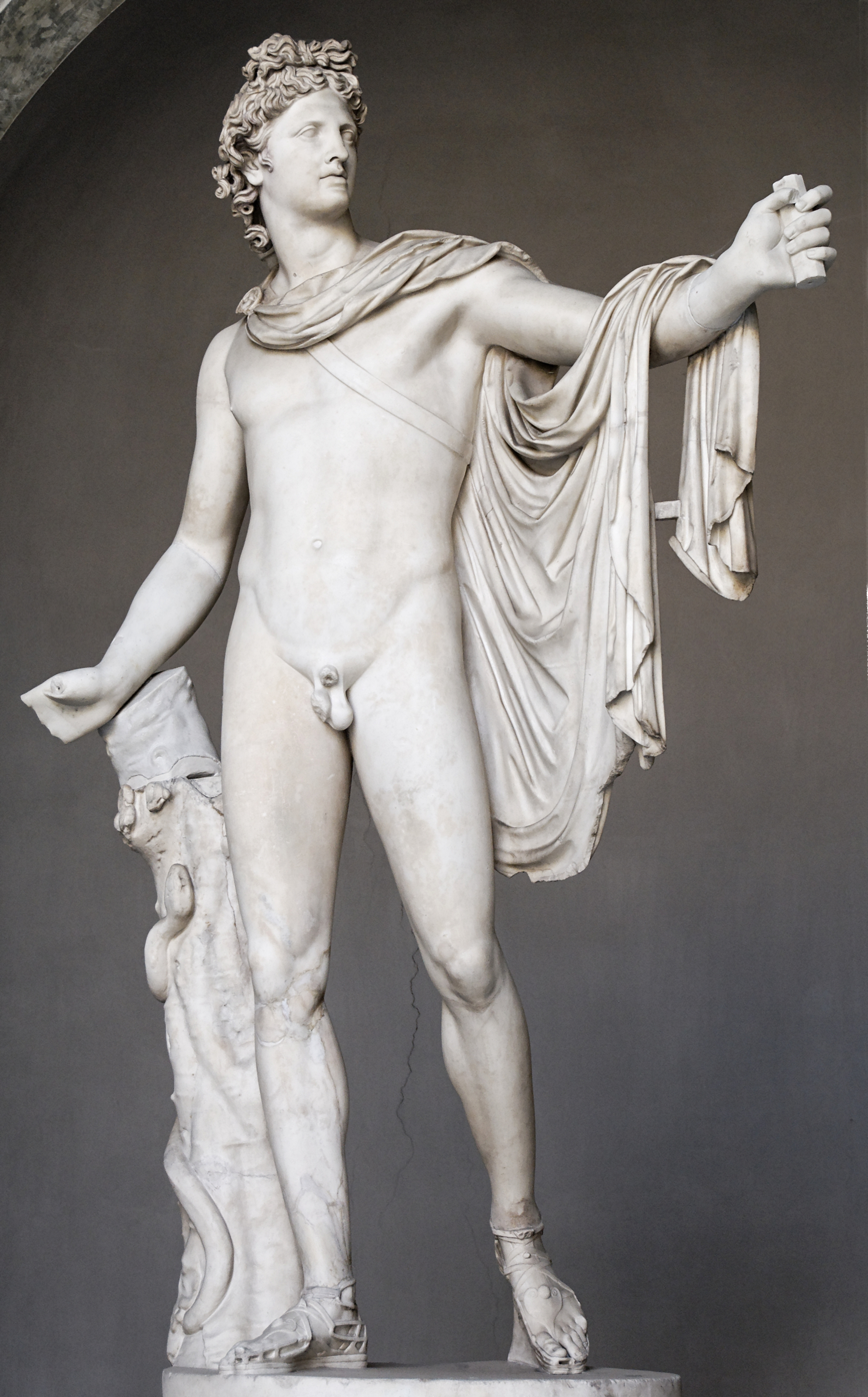
Leocarés: Apolo Belvedere, c. 350−325 a.C. Museus Vaticanos
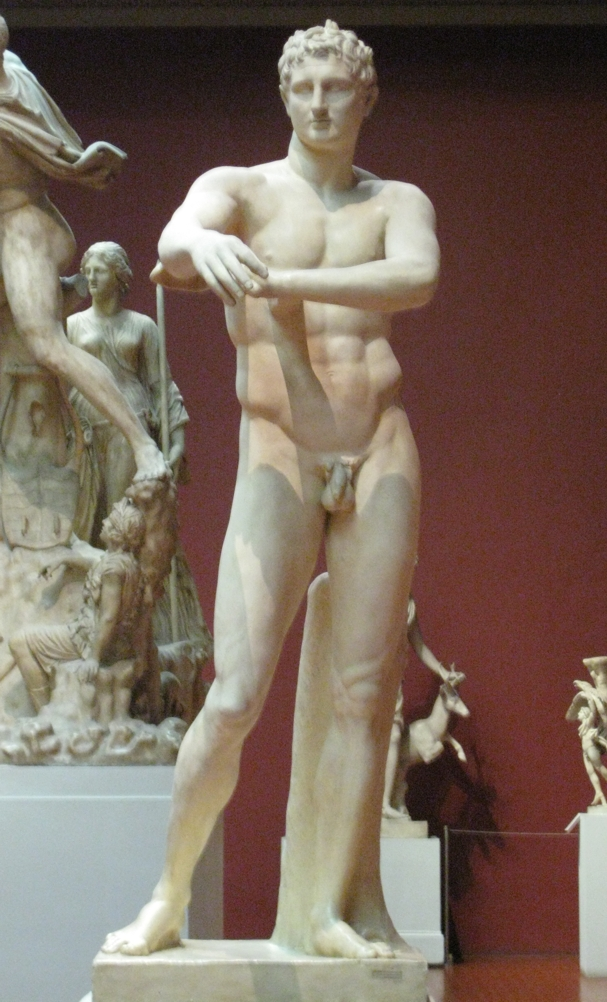
Cópia moderna de Lìsipo: Apoxiômenos, ca. 320 a.C., original nos Museus Vaticanos

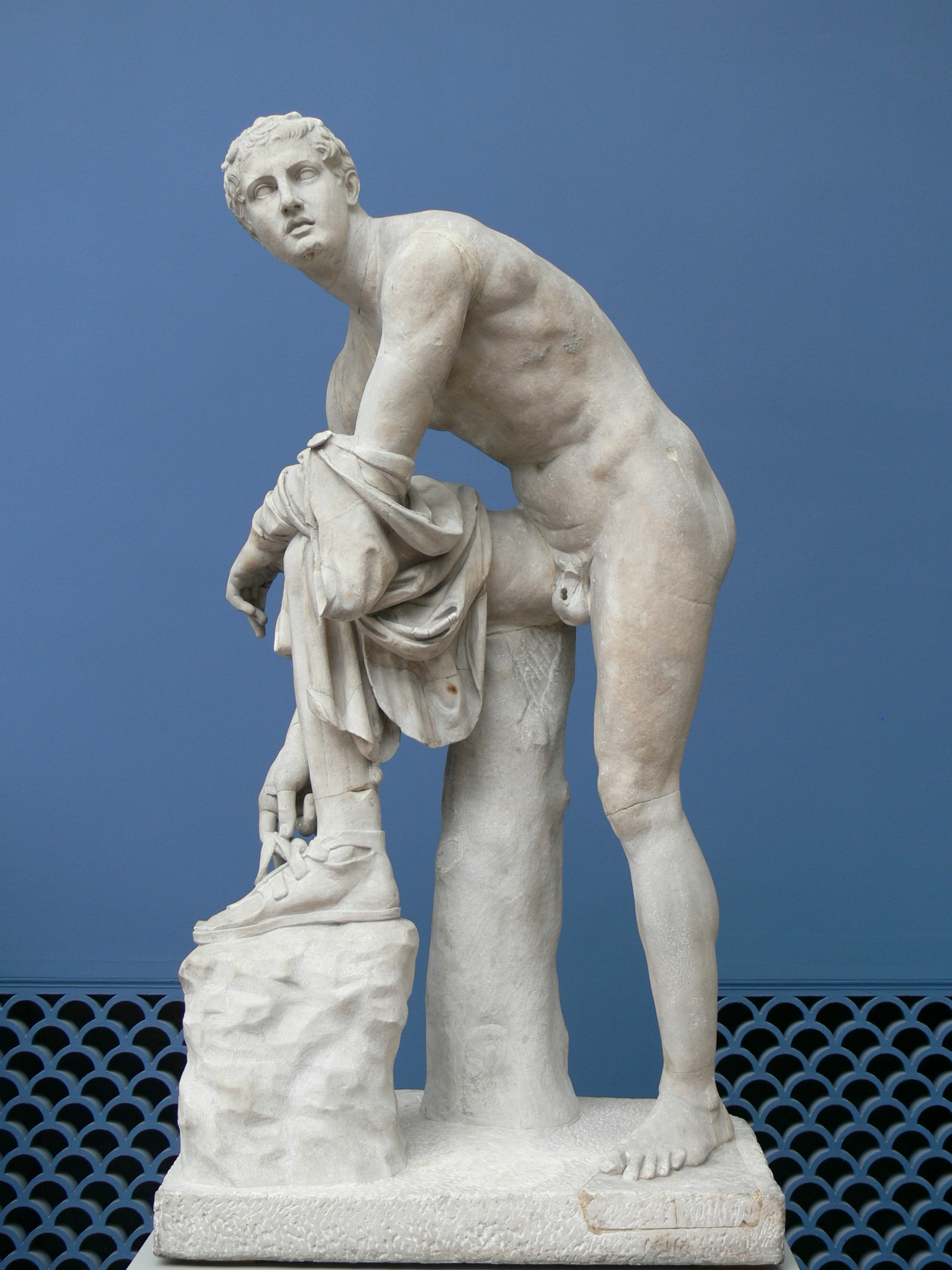
Lisipo: Hermes atando as sandálias, cópia romana. Gliptoteca Ny Carlsberg
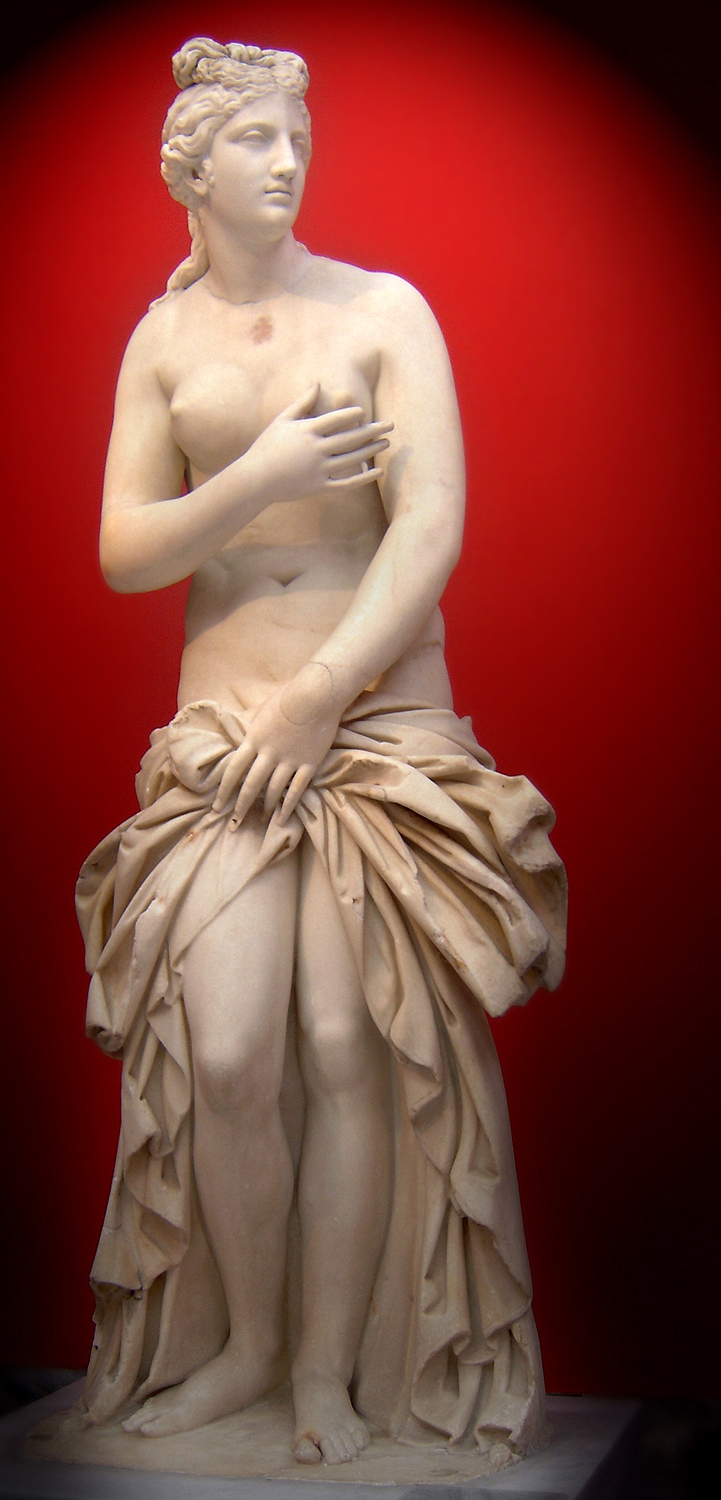
Praxíteles: Afrodite de Siracusa, cópia romana. Museu Arqueológico Nacional de Atenas
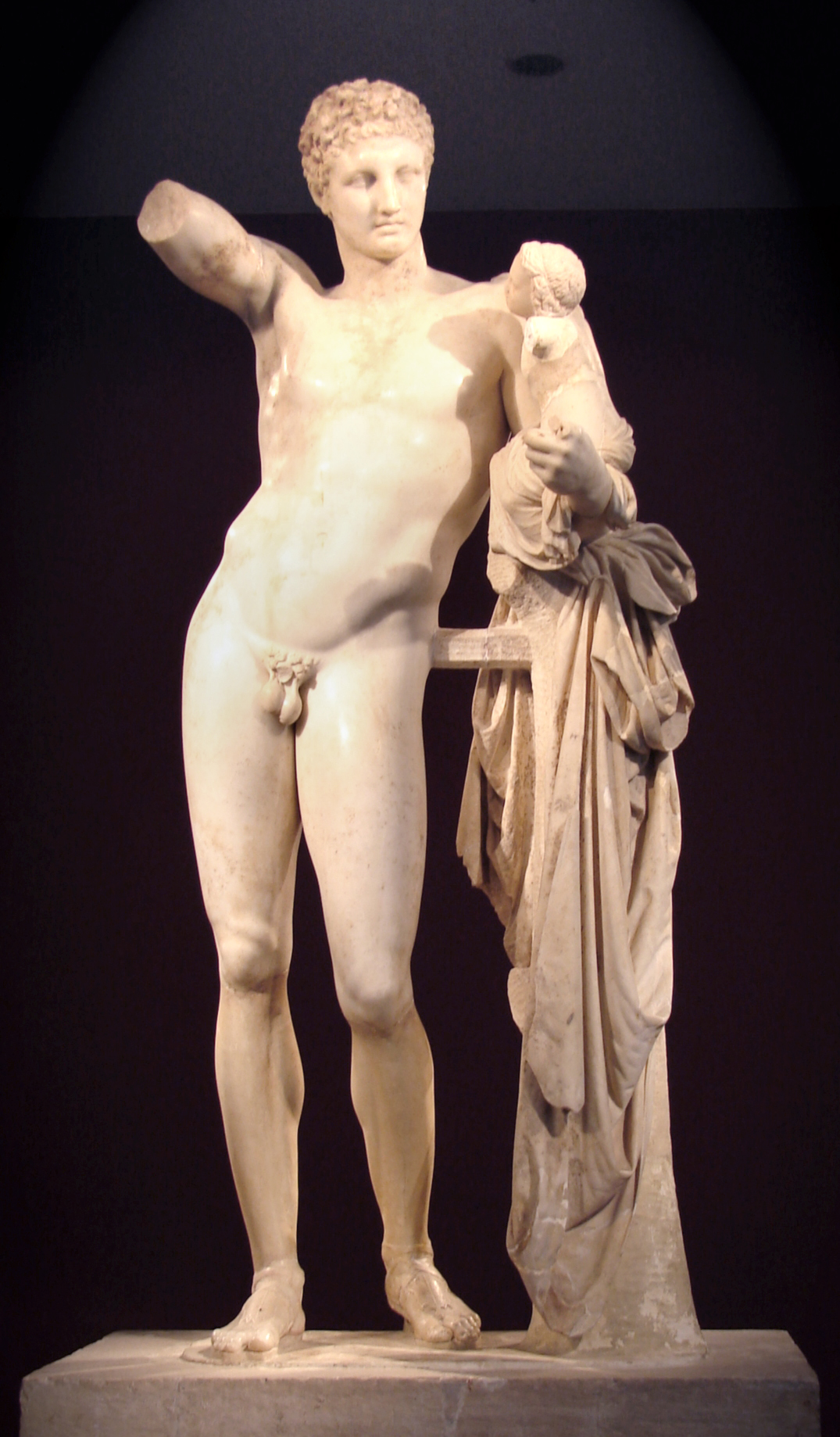
Praxíteles: Hermes com o infante Dionísio. Museu Arqueológico de Olímpia
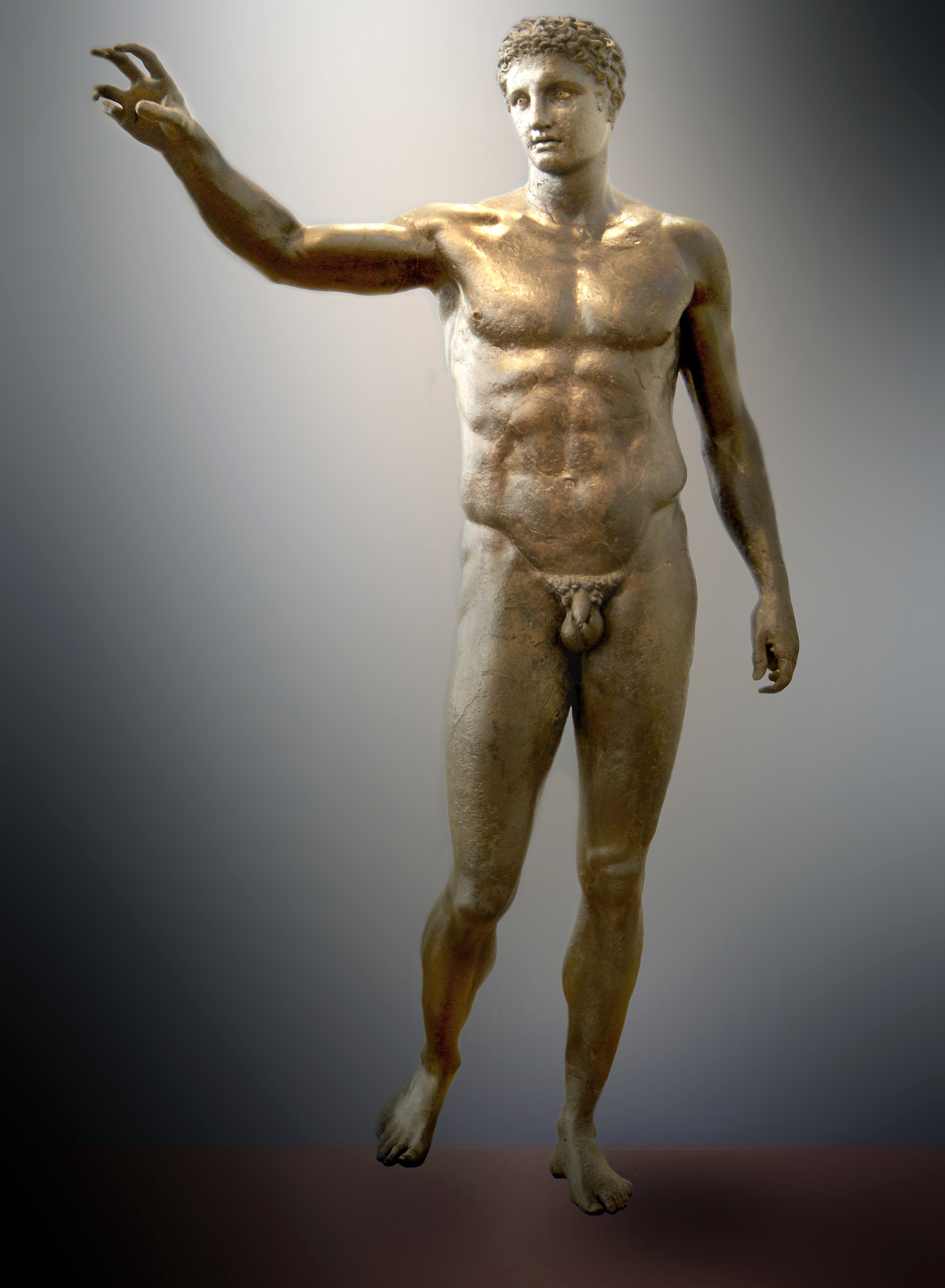
Efebo de Anticítera, c.  340−330 a.C. Museu Arqueológico Nacional de Atenas

### Período Helenístico
A transição para o Período Helenístico (c. 323−27 a.C.) ocorreu ao longo do século IV a.C., seguindo as conquistas de Alexandre Magno, que levou a arte grega até a Índia. Esta incursão pela Ásia fez com que numerosos artistas entrassem em contato com as culturas locais e delas recebessem influências, ganhando em diversidade de temas e formas de tratamento. Ao mesmo tempo se estabeleceram novos centros de produção, notadamente em Alexandria e Antioquia, além de Pérgamo. O próprio Alexandre pode ser creditado como um agente introdutor de novas formas de representação em todas as artes visuais, em especial no retrato de governantes, mostrados como figuras jovens e atléticas e sem barba, quando para este gênero o habitual eram figuras maduras e barbadas. Este protótipo foi também influente sobre a representação dos deuses Apolo e Hélio e de divindades fluviais, que incluíram uma cabeleira densa, longa e solta, típica dos retratos do grande general. De personalidade centralizadora, Alexandre promoveu ainda uma nova maneira de representação de grupos em combate ou em caçadas, que se antes em regra não mostravam nenhuma figura com destaque, passam a organizar a composição de modo a salientar o líder. Por fim, a fama do seu cavalo Bucéfalo produziu uma tendência à magnificação no tamanho das representações desses animais em relação a períodos anteriores.
Neste período o centro de gravidade se desloca para o Oriente, e surge um estilo internacional que é uma fusão polimorfa de uma variedade de influências. Os artistas passam a viajar a trabalho para diversos locais incrementando o intercâmbio de conhecimentos e valores estéticos e culturais, e os filósofos sofistas e estoicos introduzem uma reformulação do antigo conceito de aretê, já não mais baseada em privilégios de classe ou de nascimento e mais ligada a valores puramente humanos e racionais, refletido a sociedade profana, eclética e capitalista de então.

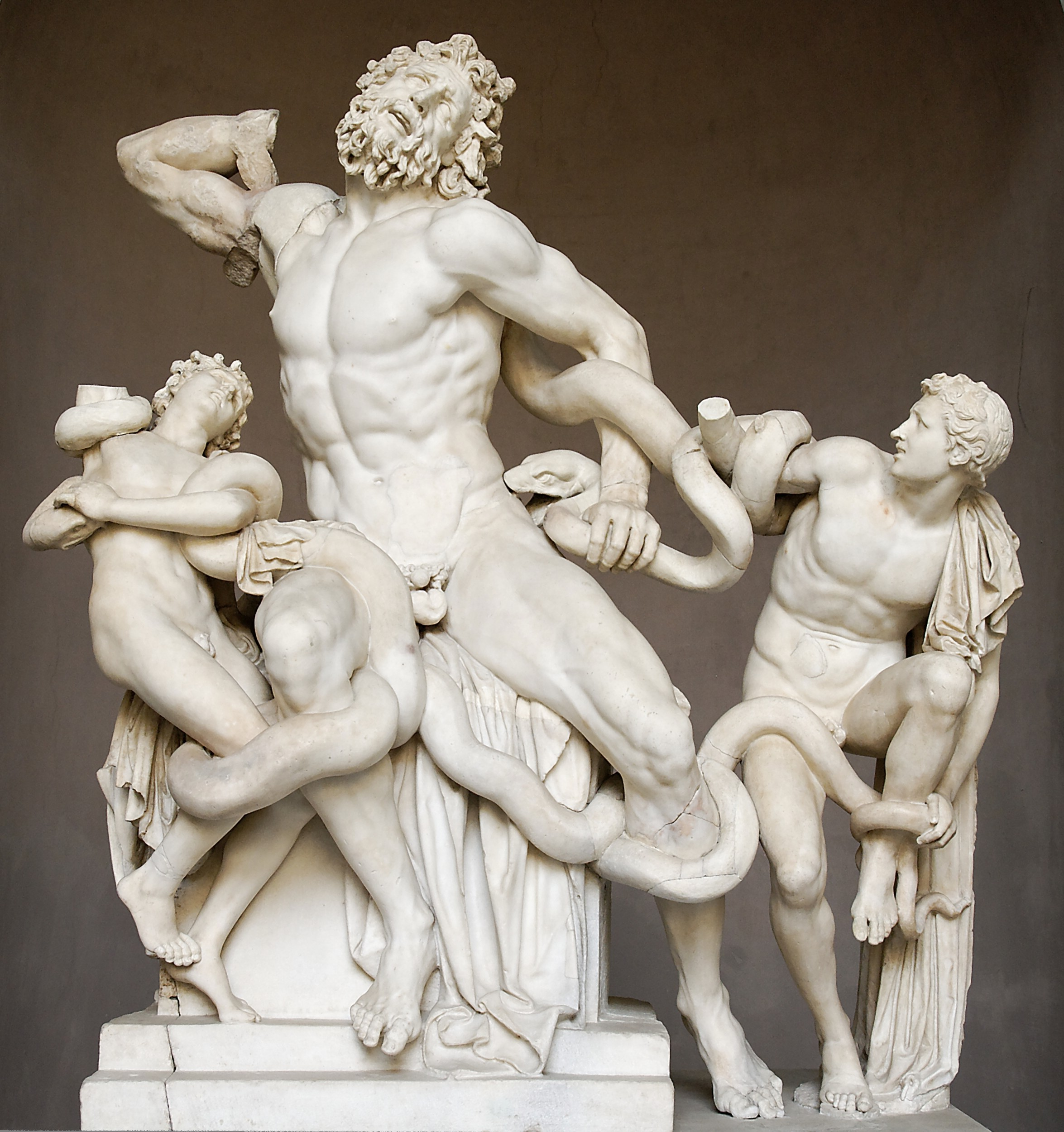
Laocoonte e seus filhos, c., Museus Vaticanos

O Período Helenístico na escultura grega é dos mais complexos e menos compreendidos, em função da multiplicidade de influências que se cruzam e da ausência de um único centro difusor. Em seu início continua a grande tradição do auge do classicismo, criando obras perfeitamente modeladas em todos os ângulos, mas já estudando efeitos de transparência no vestuário, aproveitando os jogos de luz com finalidades estéticas e expressivas, e enfatizando a variedade de posturas e sentimentos, criando um repertório de formas inteiramente novo e que muitas vezes tinha um caráter historicista, resgatando elementos de períodos anteriores. Os escultores já não se sentiam obrigados a retratar o ideal. São introduzidos temas como o sofrimento, o sono, a morte, a infância e a velhice, que ofereciam formas e expressões ainda pouco exploradas.
Busca-se acima de tudo expressividade e "atmosfera", especialmente flagrantes nos retratos, onde mais que a exatidão da fisionomia é desejada a representação do caráter ou vida interior do personagem. Extraordinária na produção helenística é Maronis (ou A velha bêbada), com cópias em Munique e em Roma, que mostra sem reservas uma mulher envelhecida, cheia de rugas e com face contorcida, agarrada a um vaso de vinho. Outra obra impressionante é o Laocoonte, de Agesandro, Polidoro, e Atenodoro, envolvido em serpentes junto com seus filhos, num momento de desespero e com a musculatura em extremos de tensão.
Em torno da metade dessa fase Pérgamo se destaca dentre os novos centros produtores de escultura, com autores como Firômaco, Niceratos, Epígonos e Xenócrates produzindo uma série de obras cuja expressividade e dinamismo poderiam ser chamados de "barrocos". Estas características encontrariam um ponto alto no grandioso Altar de Pérgamo, decorado com uma Gigantomaquia de 100 m de extensão. O estilo Pergameno, contudo, não se confinou à cidade cujo nome emprestou, difundindo-se para toda a Ásia Menor, e tampouco em Pérgamo ele foi cultivado com exclusividade, havendo ali outras escolas mais classicistas. Por volta do século II a.C. outro forte elemento modificador vem de Roma, por constituir um novo e grande mercado consumidor de estatuária, com preferências próprias. Absorveram muito da tradição grega e por sua vez influenciaram-na em direção de uma recuperação do classicismo, mas introduzindo temas como crianças, animais e pessoas comuns.
Outro fator importante para a divulgação do estilo foi o grande crescimento nessa fase da demanda por estatuária, em virtude das numerosas cidades helenísticas que foram sendo fundadas no Egito, Síria e Anatólia, e que precisavam de imagens de deuses para o culto nos templos, ou de heróis para seus monumentos. Essa expansão no mercado deu lugar a certa padronização e alguma queda na qualidade geral, embora os grandes mestres continuassem a exercer o ofício com vigor e habilidade técnica impecável, como provam a Vitória de Samotrácia, a Vênus de Milo e o já mencionado Laocoonte, todas dos séculos II ou I a.C. De fato, comparando-se a habilidade técnica dos escultores clássicos com os helenistas, é obrigatório conceder a estes a primazia, mesmo que o valor estético de sua produção seja algumas vezes questionado. Mas eles conseguiram um maior entendimento da anatomia e resultados mais refinados no acabamento de superfícies, e estes conhecimentos mais profundos foram aplicados seletivamente e com agudo senso de adequação para cada tema abordado.

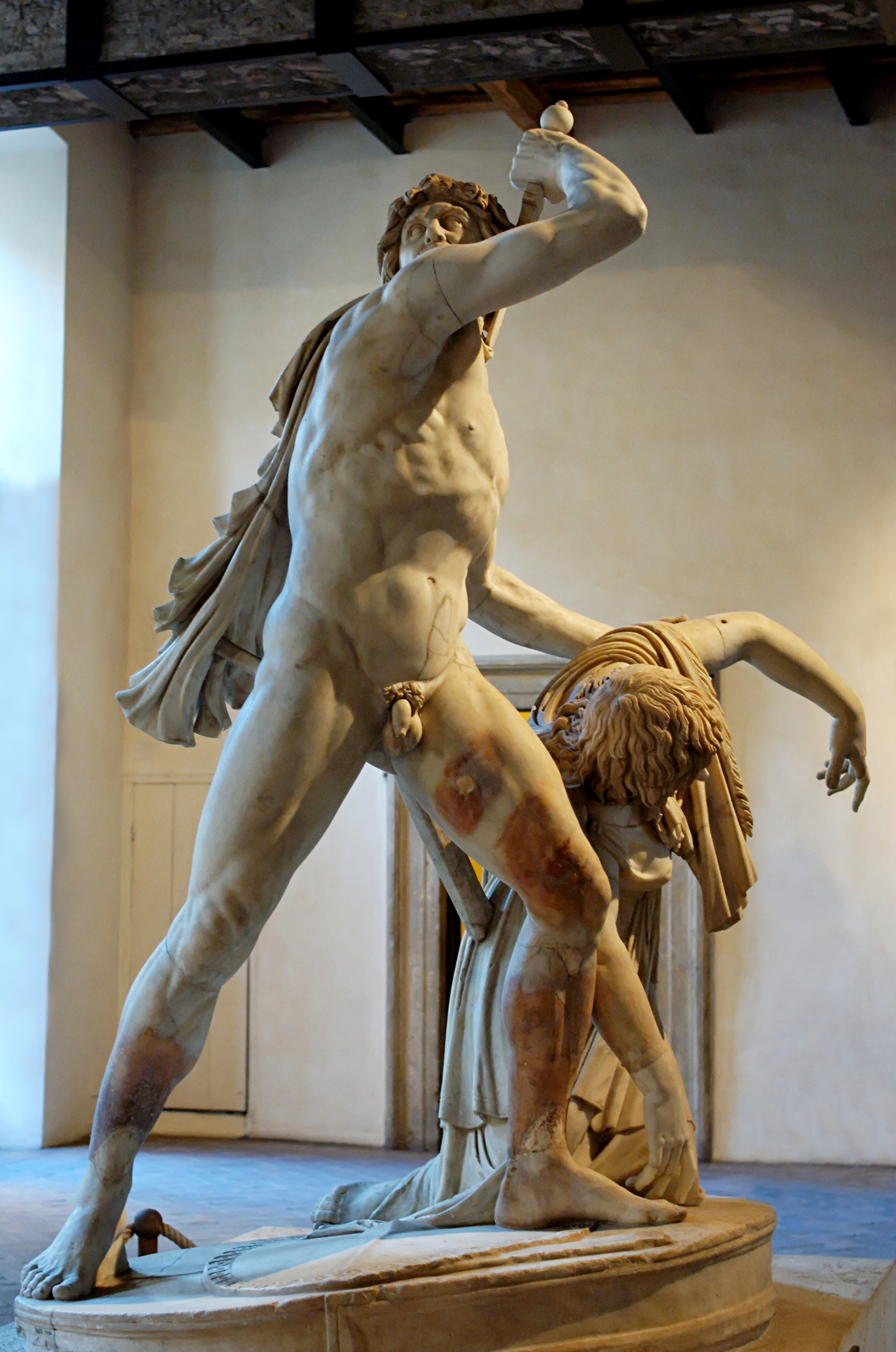
Epígonos: O chamado Gálata Ludovisi, c. 220 a.C., pergameno, Museu Nacional Romano
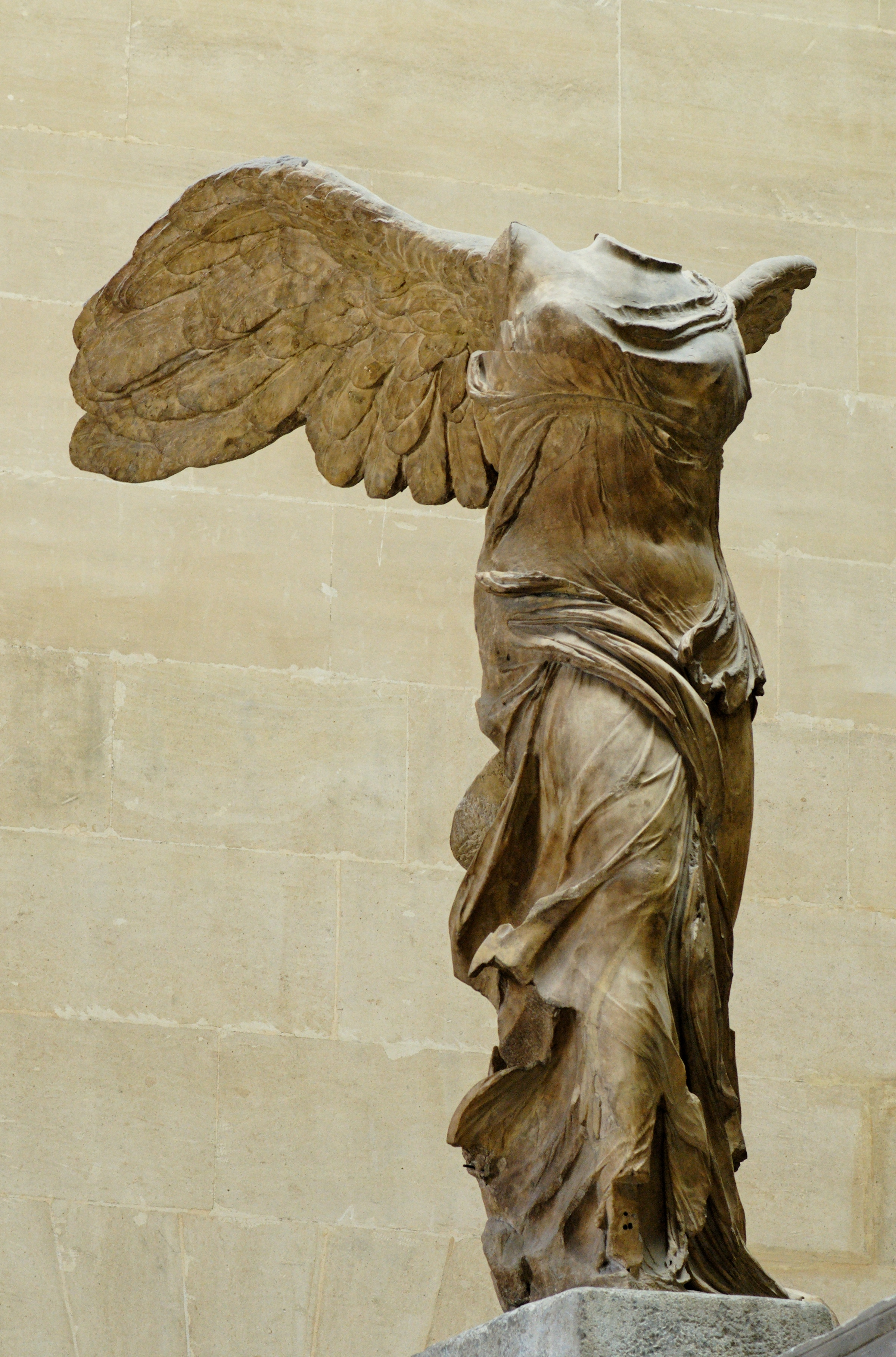
A Vitória de Samotrácia, c. 190 a.C., Louvre
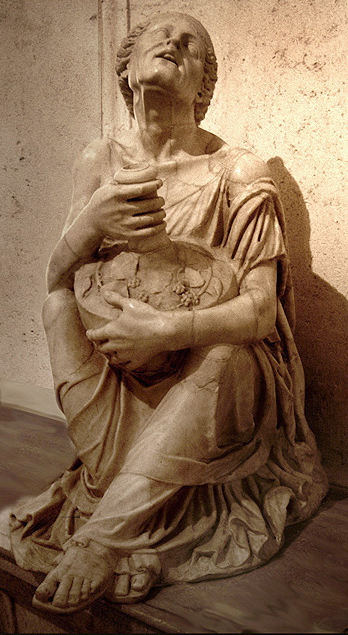
Velha bêbada, c. 190 a.C., Museus Capitolinos
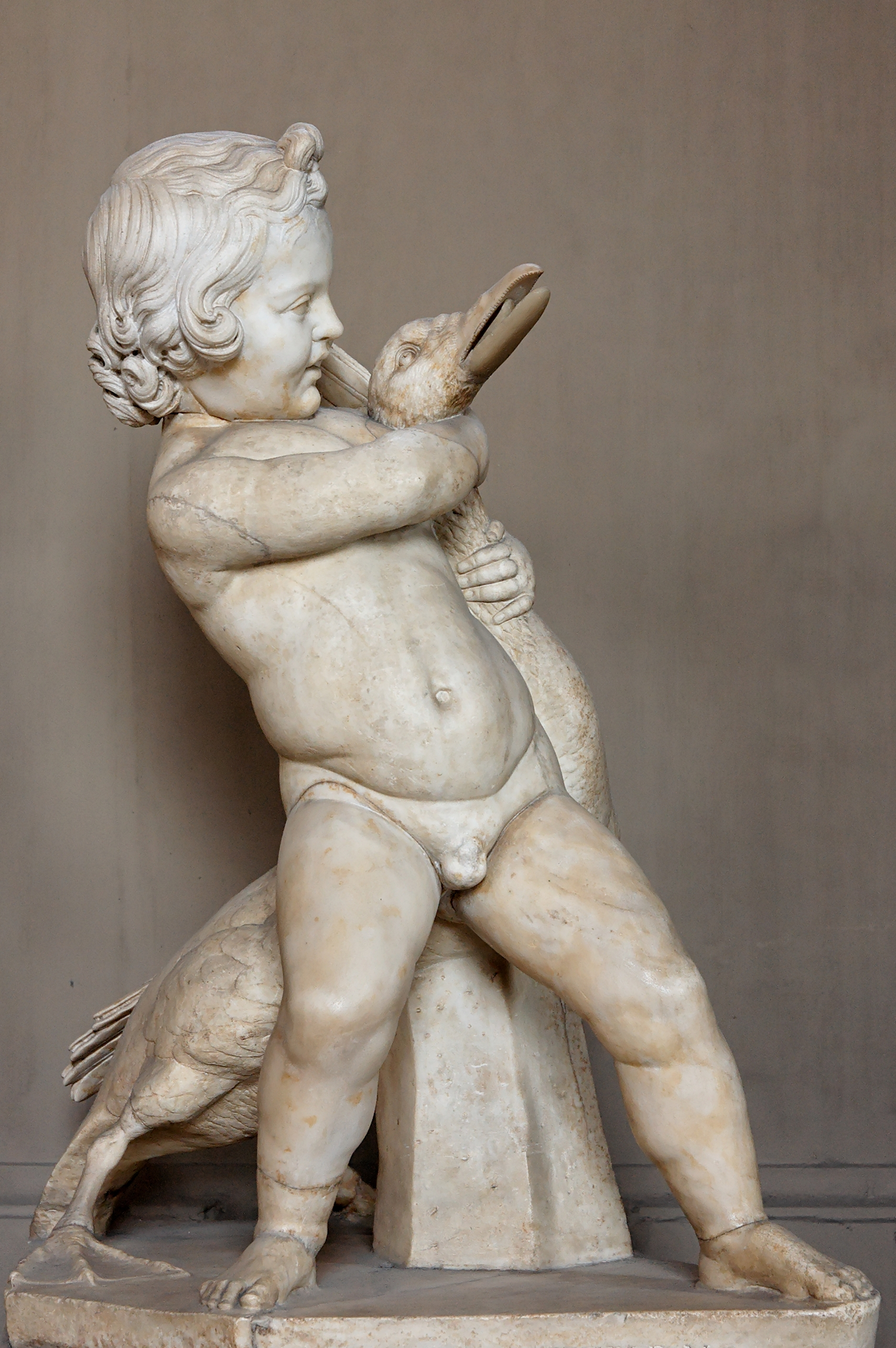
Boetos de Calcedônia: Menino estrangulando um ganso, c. 300 a.C., cópia romana

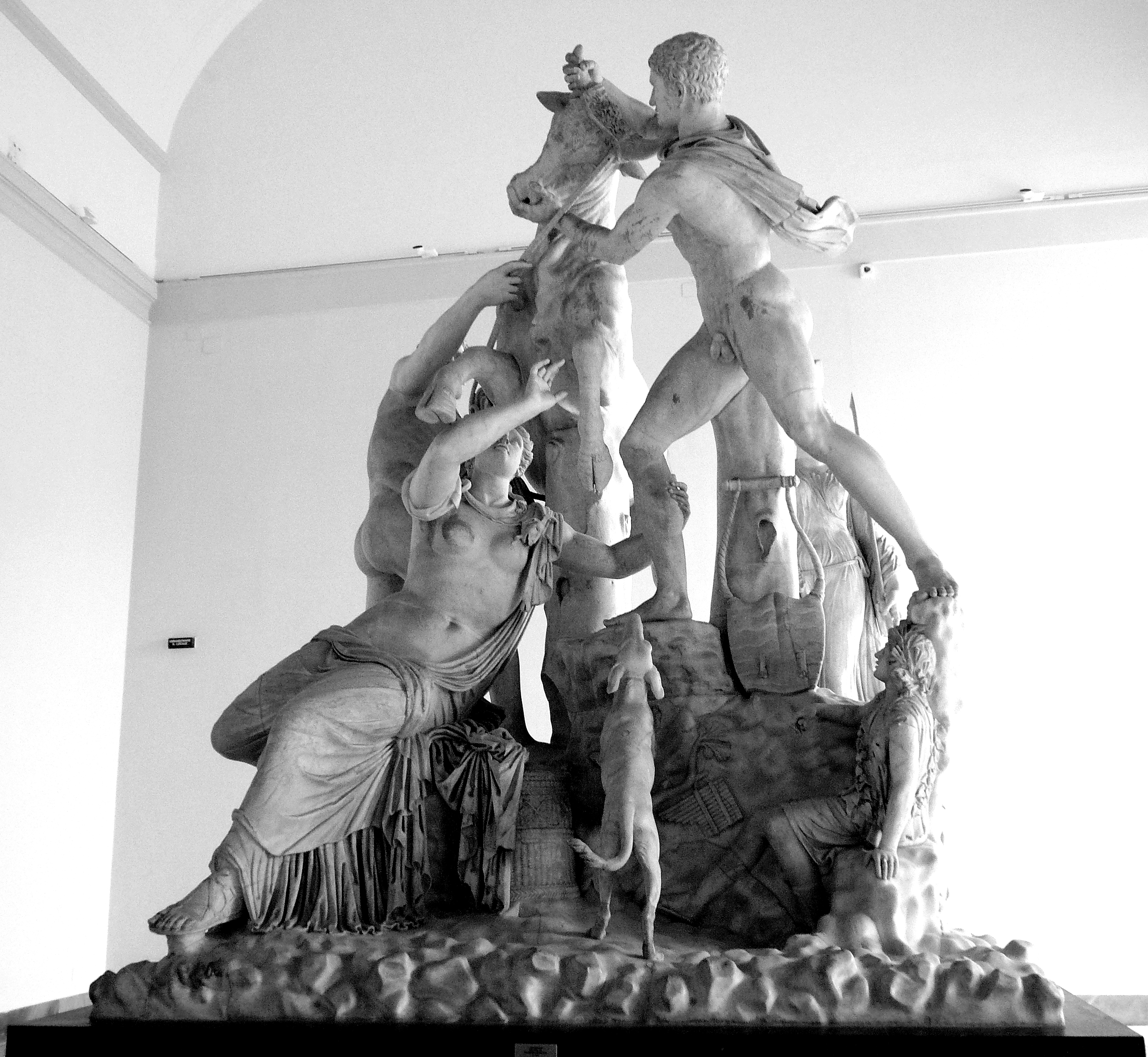
Apolônio de Trales: O Touro Farnésio, cópia romana de original helenístico. Museu Arqueológico Nacional de Nápoles
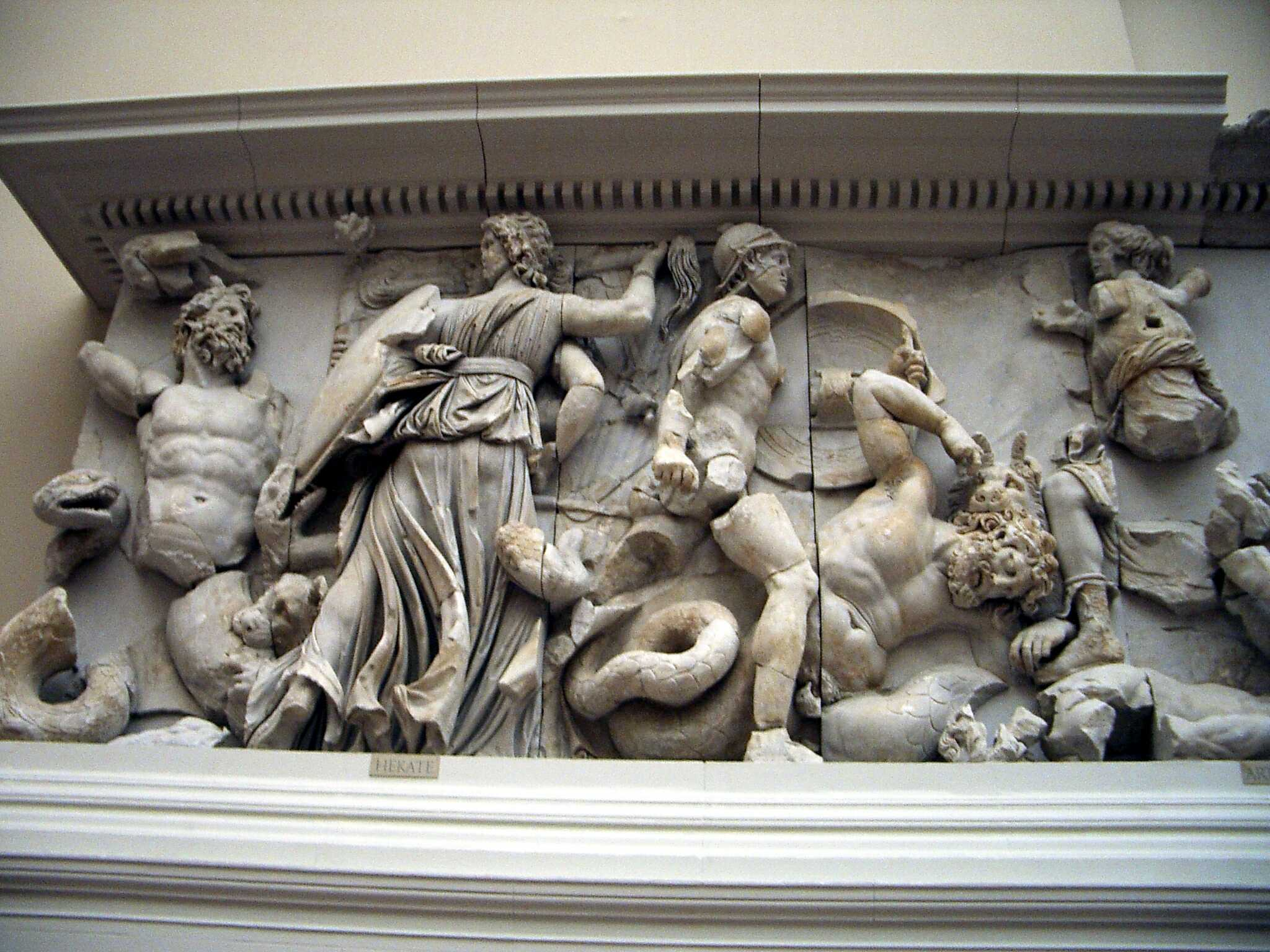
Fragmento do Altar de Pérgamo, helenístico. Museu de Pérgamo
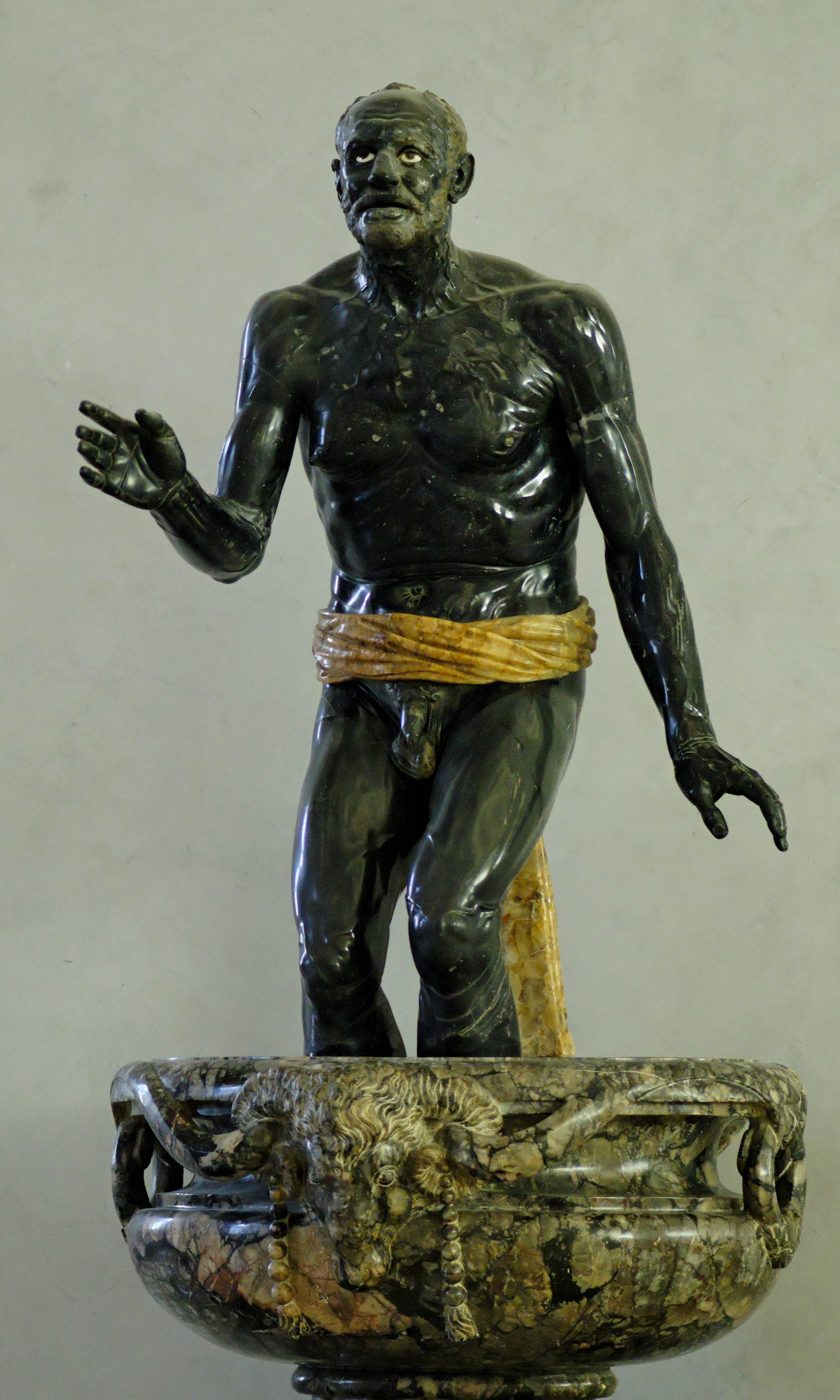
Velho pescador, mármore negro e alabastro, cópia romana de original helenístico. Louvre
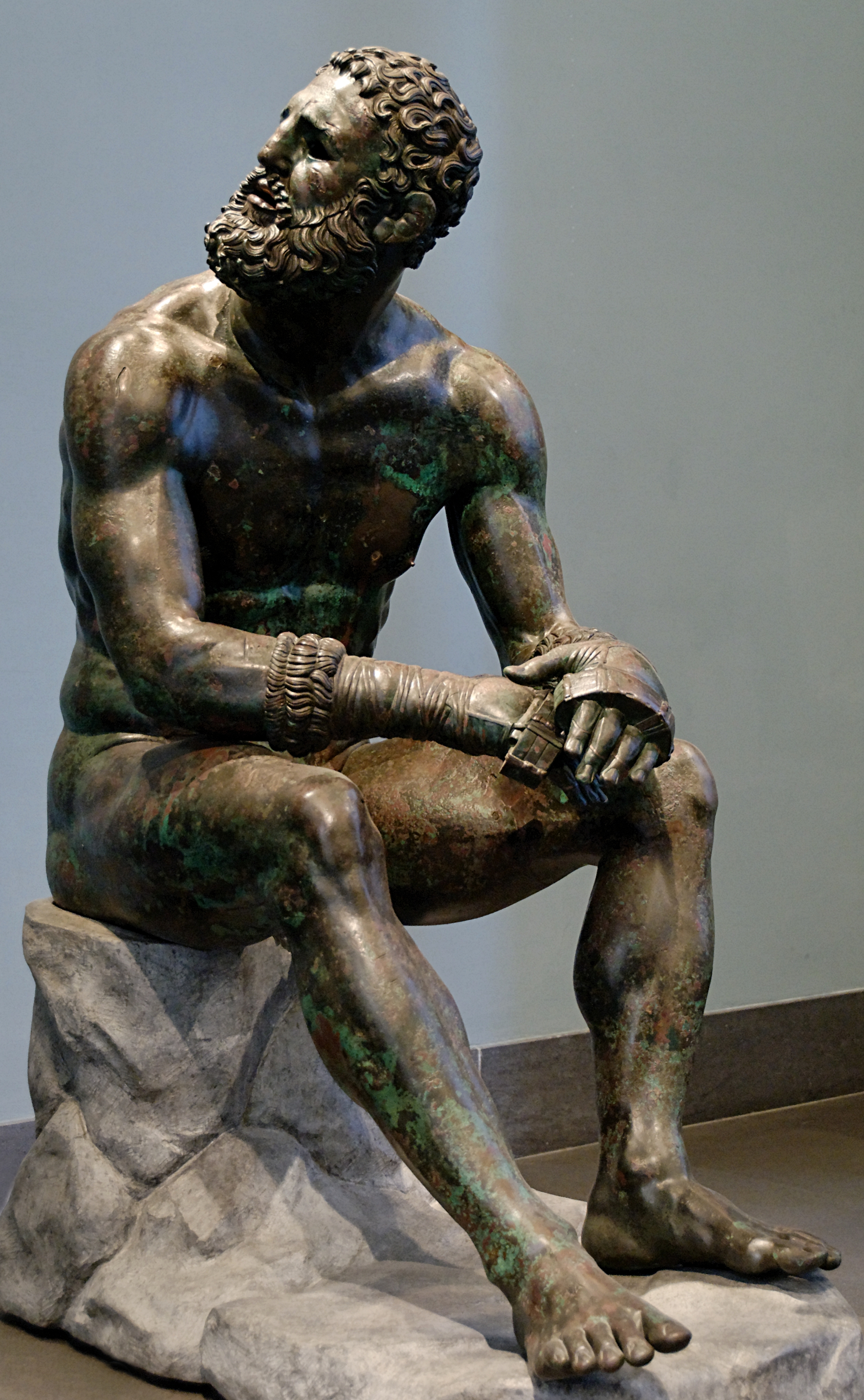
O Boxeador do Quirinal, helenístico. Coleção Farnese

## Os materiais
A maior parte das obras gregas que chegou aos dias de hoje é feita em pedra, especificamente o mármore branco. Nos primórdios da sua cultura foi usada madeira, e também a terracota, que perdurou por mais tempo. O bronze foi largamente empregado a partir da fase clássica, bem como ocasionalmente se fez uso de marfim, ouro, pedras nobres e outras matérias-primas.

### Madeira, marfim e metais preciosos
A madeira foi usada especialmente na fase arcaica em estatuetas de culto, as xoana, embora nenhum exemplar tenha sobrevivido, dada a fragilidade do material. De outros tipos de escultura em madeira também quase nada restou senão escassos fragmentos, como partes de uma imagem de Hera preservada no Museu Arqueológico de Samos. A madeira foi também empregada como base para coberturas de bronze, ouro ou prata, uma técnica conhecida como sphyrelaton, aprendida dos hititas e egípcios, igualmente para imagens votivas. Relíquias neste gênero foram encontradas em Creta, datando do século VIII a.C., e em Delfos, cujo Museu Arqueológico preserva a cobertura de um grande touro em prata, cujo cerne de madeira já não existe. Ali também estão depositados fragmentos de estátuas de deuses na técnica criselefantina, que aplicava lâminas de ouro e marfim sobre uma base de madeira. Altamente apreciada, mas rara e custosa, seus exemplos mais notáveis foram as infelizmente desaparecidas estátuas colossais de marfim e ouro representando Zeus e Atena, de Fídias, que outrora estavam entronizadas nos templos dos deuses respectivos em Olímpia e em Atenas. Aparentemente a técnica era empregada em outros tipos de decoração, já que Pausânias deixou uma descrição de um cofre em ouro e marfim adornado com cenas da Guerra de Troia, que teria permanecido em exibição em Olímpia até alguns séculos depois de Cristo. Em marfim puro subsiste maior número de peças, arcaicas, de motivo religioso, a maior parte sendo ex-votos de figuras humanas e animais, dos quais exemplos importantes são os encontrados no Templo de Ártemis Órtia em Esparta, que traem influência oriental.

### Terracota
Usada desde os tempos arcaicos, a argila cozida serviu para a confecção de inúmeras estátuas votivas e elementos de decoração arquitetural. São significativas as originais estatuetas com membros articulados encontradas na Beócia, produzidas no século VIII a.C., geralmente de proporções não anatômicas e acabamento grosseiro. Com a passagem do tempo a tosca imaginária religiosa de cunho popular em terracota cedeu lugar a representações do cotidiano em um estilo progressivamente mais refinado, encontradas em abundância em importantes centros de produção como Tânagra a partir do século IV a.C., e também em Alexandria, Esmirna e Tarso, embora nestes últimos locais o estilo permanecesse mais grotesco. Estátuas de grandes proporções são raras, uma exceção notável é o grupo de Zeus raptando Ganimedes, hoje em Olímpia, realizada em torno de 470 a.C..

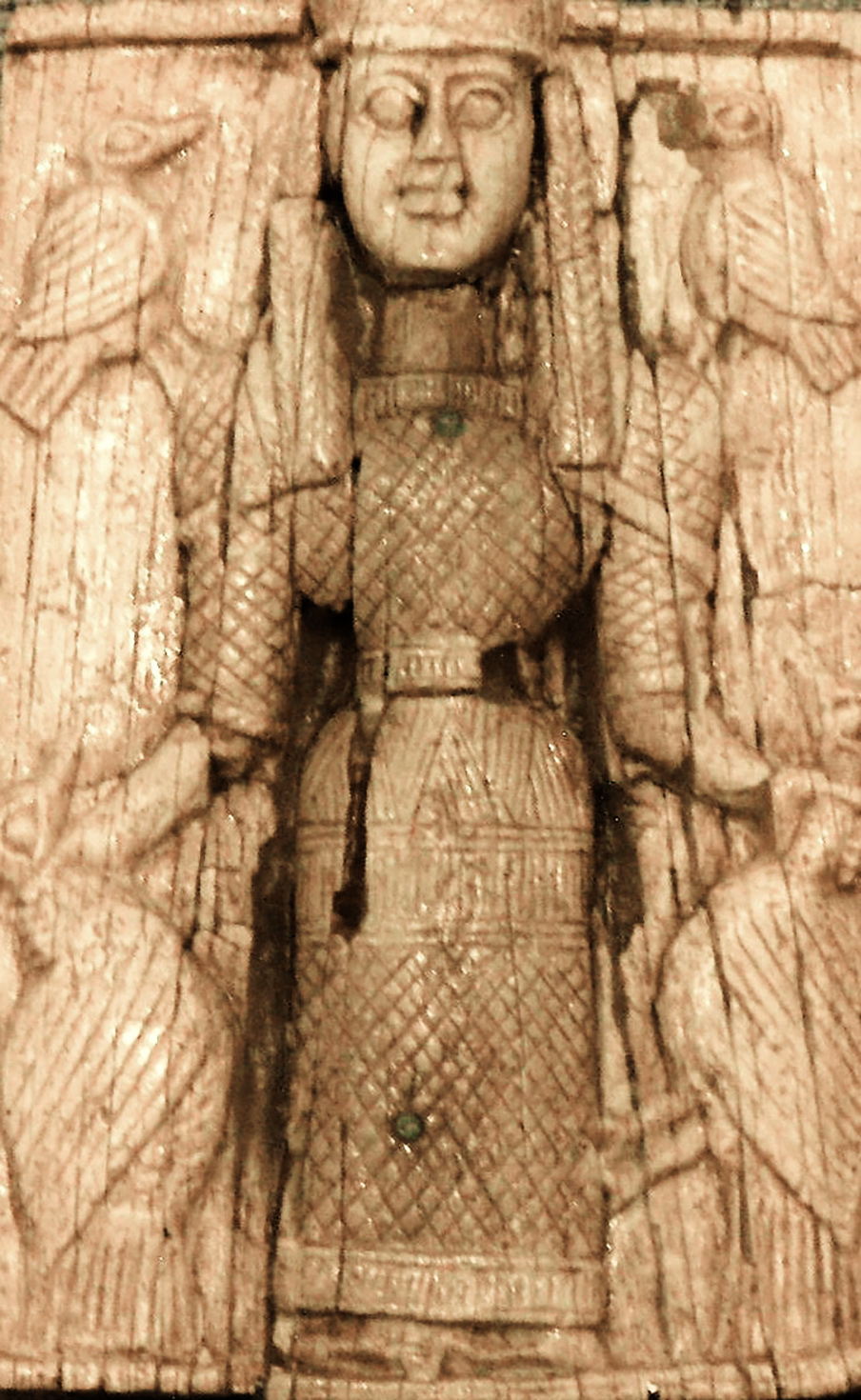
Imagem de Ártemis Órtia, marfim do período Arcaico, Museu Arqueológico Nacional de Atenas
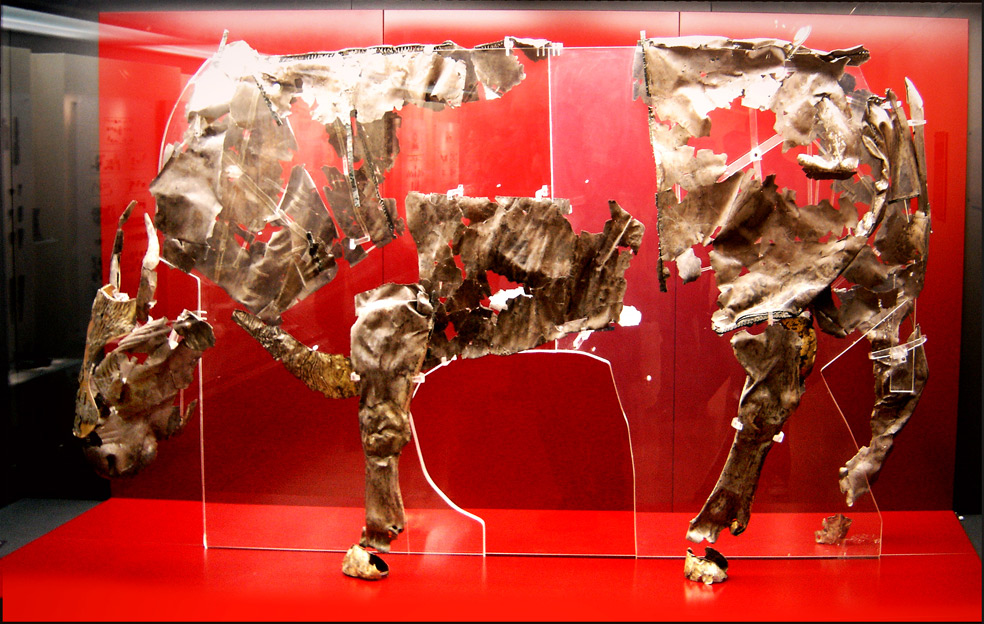
Fragmentos de um touro recoberto a prata, Museu Arqueológico de Delfos
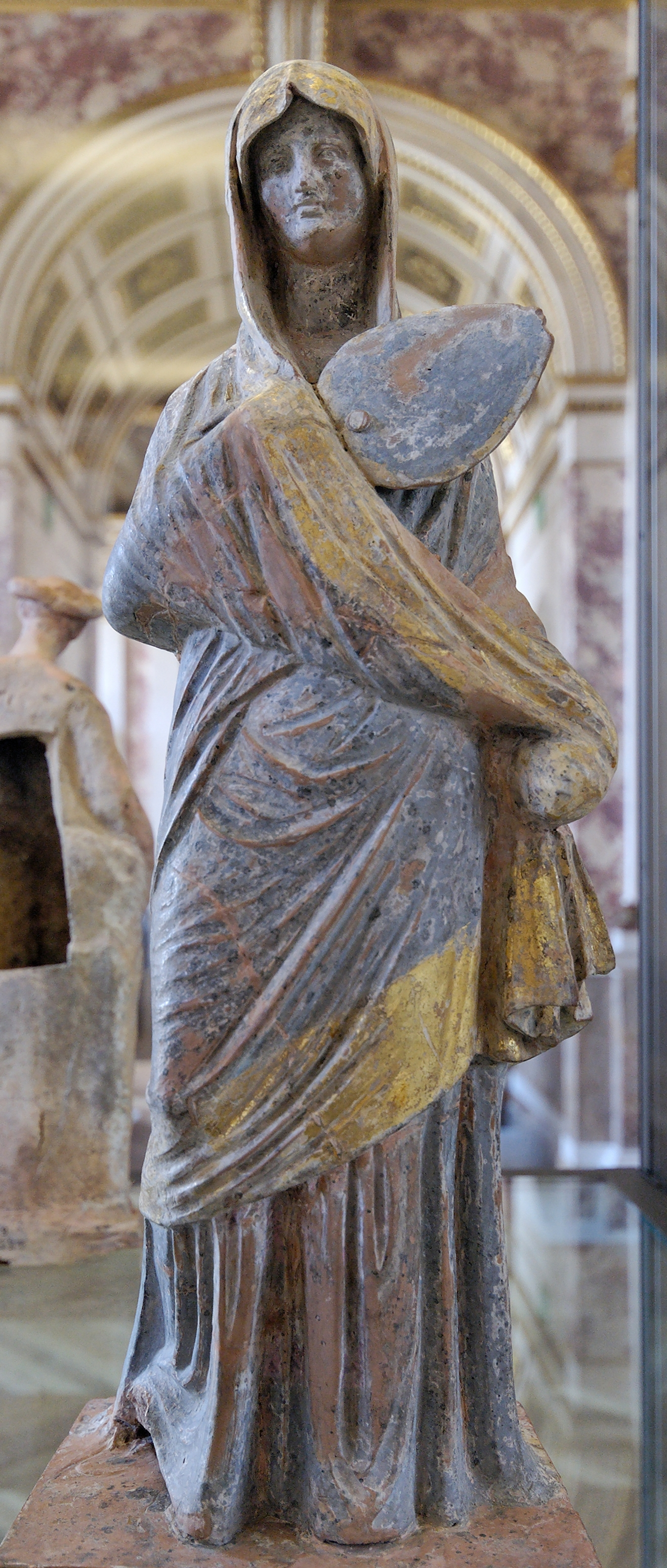
Dama em azul, terracota pintada e dourada de Tânagra, c. 300 a.C., Louvre
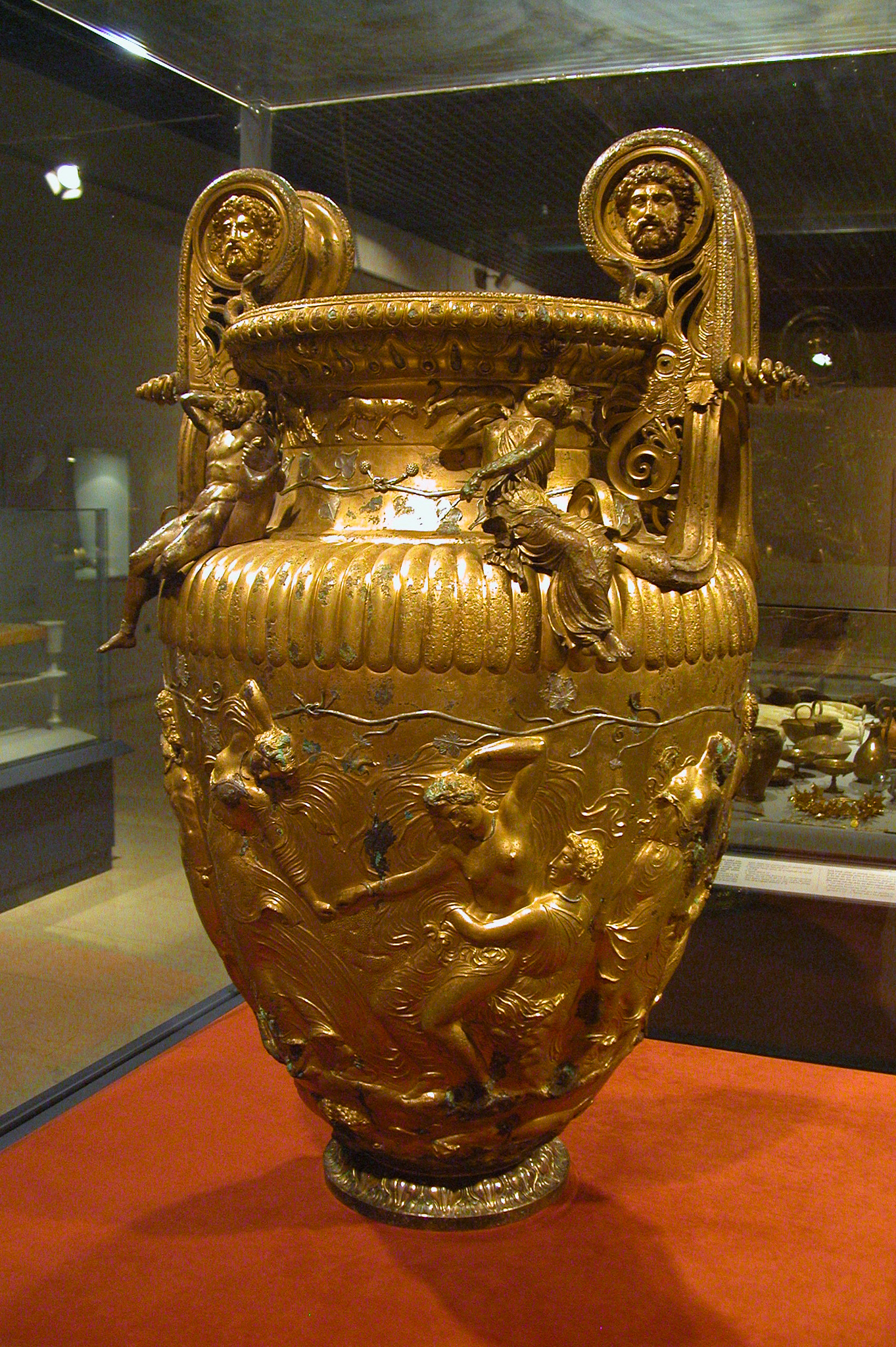
A Cratera de Derveni, século IV a.C., Museu Arqueológico de Tessalônica

### Bronze
O bronze foi usado desde épocas tão antigas como a cultura micênica, mas depois foi praticamente abandonado, só sendo redescoberto sob influência do Oriente Próximo e do Egito na fase arcaica. Empregando técnicas variadas como o martelado, o esfirelato e a fundição maciça, este material teve uma difusão enorme a partir da descoberta, por Reco, no século IV a.C., da técnica da cera perdida, que tornou mais eficiente o processo de fundição, economizava material e possibilitava a multiplicação de réplicas a partir do mesmo molde. Da mesma forma possibilitava a criação de peças mais virtuosísticas e detalhadas.

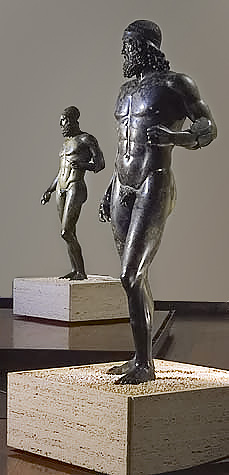
Os Bronzes de Riace, período Severo, Museu Nacional da Magna Grécia

Desde esta inovação o bronze se converteu em material de predileção dos escultores, e obras-primas como as esculturas canônicas de Policleto foram todas executadas originalmente no bronze. Infelizmente as mesmas qualidades que o tornaram um material favorito foram a causa do quase total desaparecimento de exemplares em épocas mais tardias. Depois da ascensão do Cristianismo como religião dominante na Europa, sendo as esculturas gregas consideradas ímpias, relíquias de uma cultura pagã, ainda mais por sua multitude de figuras nuas, imensa maioria da estatuária em bronze foi destruída para ter seu material reaproveitado sob forma de armamentos, canhões ou outras obras de arte e decoração.
Hoje são raridades as esculturas gregas originais em bronze, mas as poucas que sobreviveram demonstram cabalmente o elevadíssimo nível técnico e artístico a que chegou esta produção, como o Auriga de Delfos, o Deus do Cabo Artemísion, o Jóquei do Cabo Artemísion, os dois guerreiros do Museu Nacional da Magna Grécia (os célebres Bronzes de Riace), e poucas mais.
A técnica foi desenvolvida com tal refinamento que em algumas estátuas era aplicados detalhes em prata, ouro, cobre, madrepérola, marfim, para se obterem efeitos de cor em gotas de sangue e simular olhos e dentes reais. Assinale-se ainda que o famoso Colosso de Rodes, uma gigantesca estátua de 30 m de altura colocada à entrada do porto de Rodes, era feita em bronze.
Mas não foi apenas na estatuária que o bronze encontrou aplicação exímia, permanecem testemunhos de uma artesania de primeira linha em vasos, taças e ânforas com elaborada decoração, que os tornam praticamente obras de escultura. Dos mais notáveis é a Cratera de Derveni, com profusa decoração de figuras humanas e relevos.

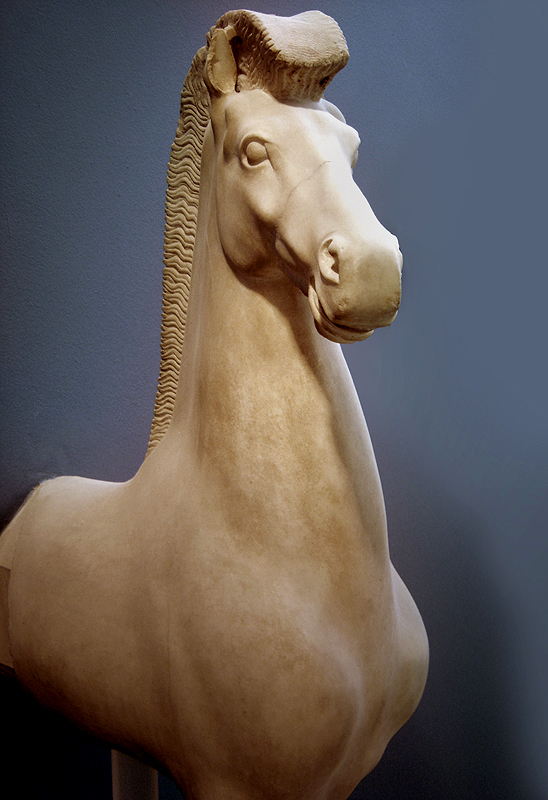
Cavalo, período Severo, Museu da Acrópole de Atenas

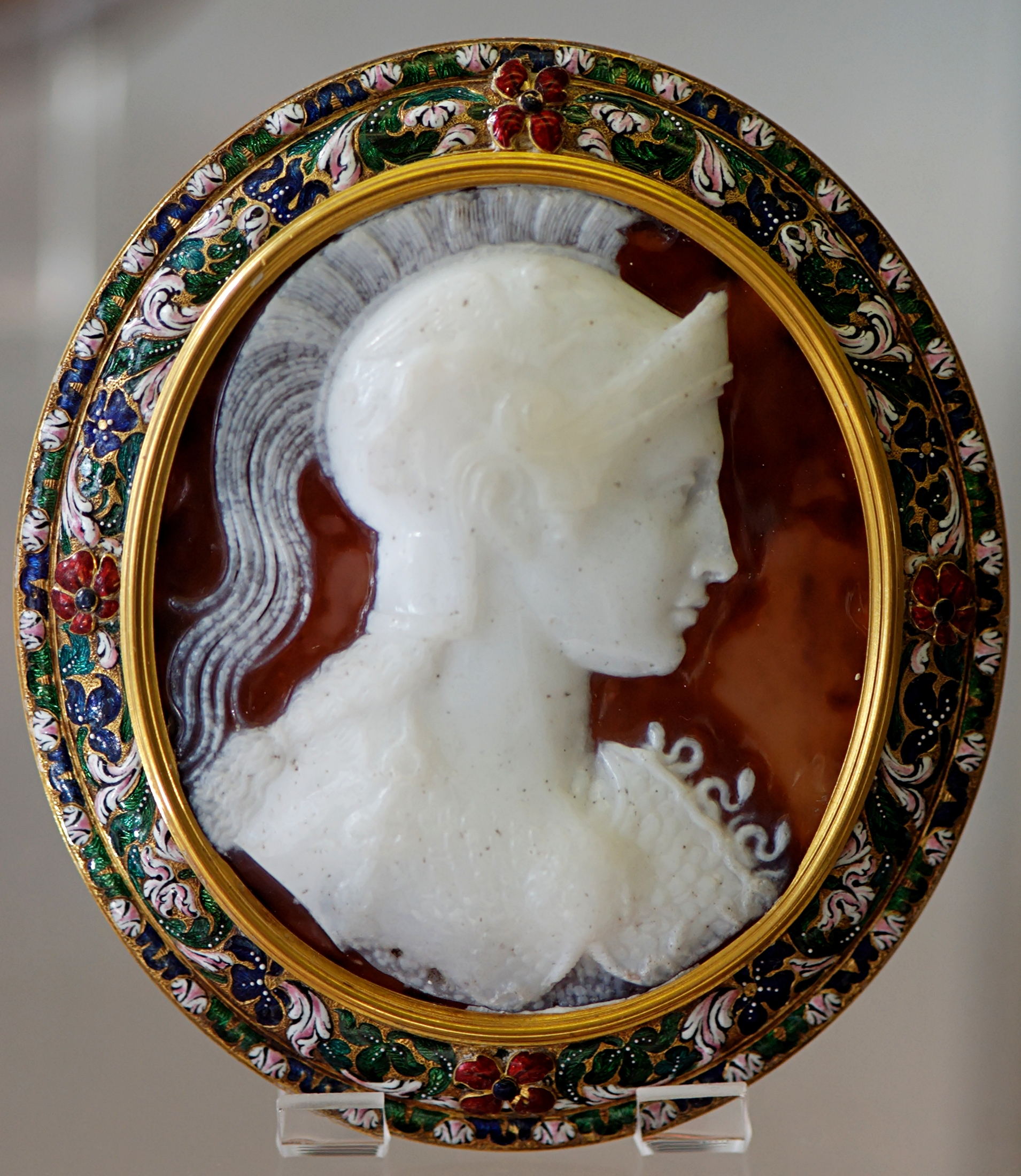
Camafeu de Atena, fim do século I a.C., Biblioteca Nacional da França

### Mármore
Um material utilizado principalmente na decoração escultural de templos, tumbas e edifícios públicos, o mármore deixou inúmeras relíquias também em relevos e algumas peças de estatuária, que datam de todas as fases, embora no período clássico tenha se preferido o bronze para a estatuária desvinculada da arquitetura. Nos primeiros tempos o material era trabalhado com certa rusticidade, e com maior acabamento nas regiões frontais, já que a estatuária tinha primariamente uma função sacra e a frontalidade era um aspecto importante na concepção das obras, perceptível até mesmo em fases tardias como o fim do classicismo: o famoso Hermes com Dionísio infante aos braços, de Praxíteles, tem um polimento brilhante e aveludado na frente, mas o dorso ainda guarda nítidas marcas do cinzel.
Com o desenvolvimento da técnica de talhe da pedra e com as alterações no estilo ao longo dos séculos, passou-se a dar atenção a todos os ângulos da estátua, o polimento se uniformizou por sobre toda a superfície, e efeitos puramente plásticos de luz e sombra e transparência também foram pesquisados e introduzidos.
Mas além de toda a enorme série de obras-primas em figura humana descritas antes na seção sobre os períodos, os escultores, dentre eles mesmo os mais célebres como Miron, Fidias e outros, produziram uma infinidade de peças zoomórficas de grande qualidade. Exemplos belíssimos da fase arcaica, com linhas límpidas e vigorosas, são os leões e cavalos hoje no Museu da Acrópole de Atenas, no Louvre e no Museu Arqueológico de Cerâmico. Da fase clássica note-se o Touro de Dionísio, também no Museu Cerâmico, e os cavalos do Partenon, hoje no Museu Britânico.

### Pedras raras
A arte de gravação em gemas preciosas, considerada uma técnica de escultura em miniatura, foi cultivada ao longo de toda a história grega. Se conservam em vários museus coleções magníficas de selos, camafeus e entalhes esculpidos em pedras nobres como a ágata e a sardônica, que serviam como joias ou objetos de decoração, e que revelam um grande domínio sobre o material e um gosto refinado na elaboração dos detalhes e no aproveitamento dos efeitos de cor e transparências.
Dexâmeros de Quios, atuando no século V a.C., foi um dos primeiros grandes mestres da técnica, criando selos e diminutos entalhes de grande perfeição em jaspe e calcedônia , embora os exemplos mais célebres datem da era helenística, como o chamado Camafeu Gonzaga , representando os bustos de Ptolomeu II e Arsínoe conservado no Museu Hermitage. Outras aplicações da técnica se estendem a vasos e taças, das quais a Taça dos Ptolomeus é exemplo primoroso.

## Autenticidade e interpretação

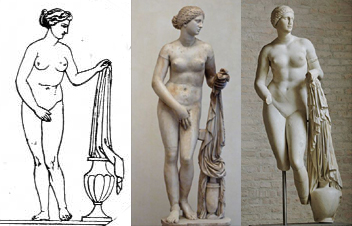
Variações na tipologia da Afrodite de Cnido, de Praxíteles. À esquerda imagem impressa em moeda contemporânea de Praxíteles; ao centro a Afrodite Altemps (bastante restaurada no século XVI), e à direita a Afrodite Braschi, ambas cópias posteriores

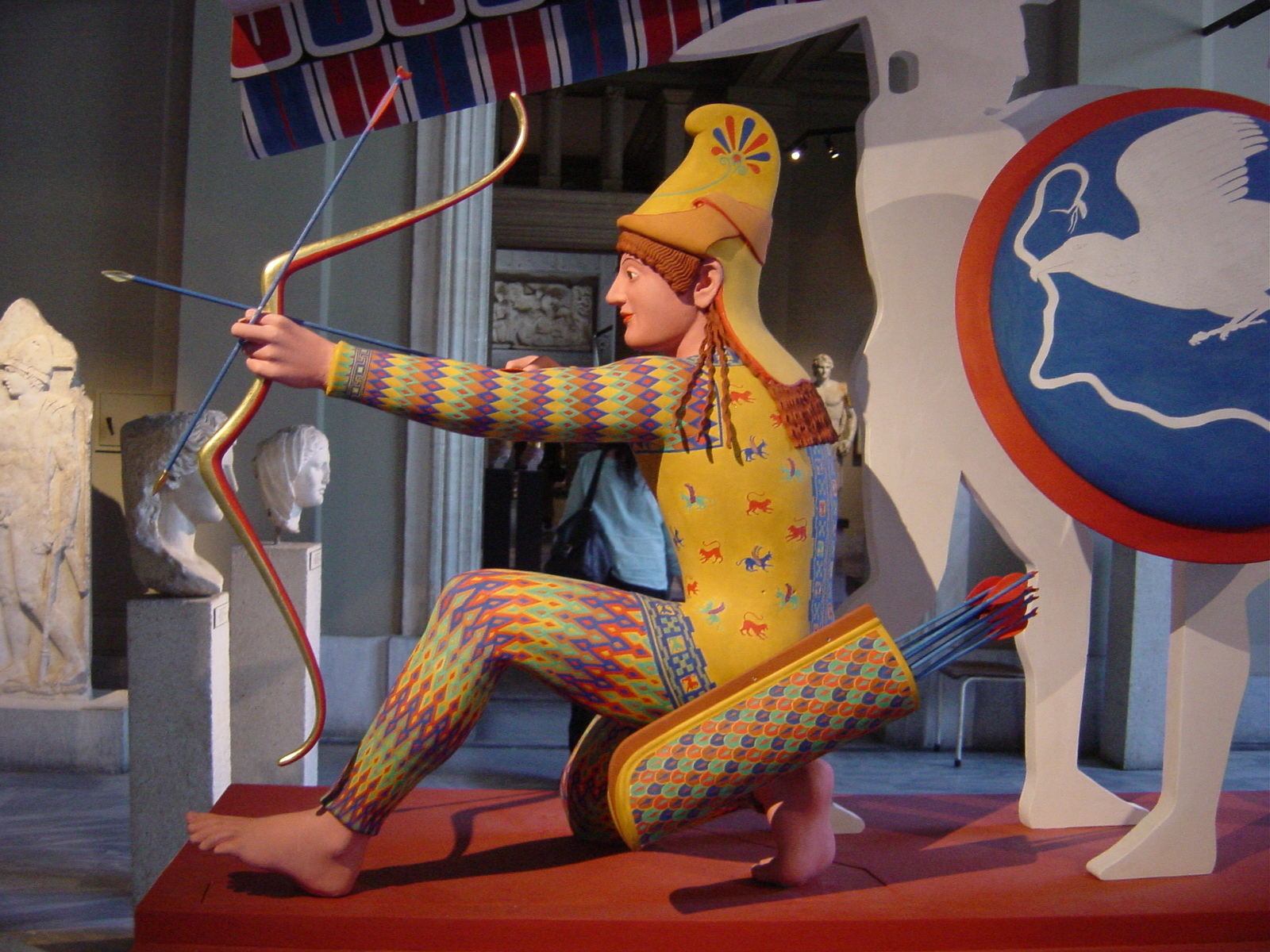
Guerreiro do templo de Aphaia em reconstituição moderna da policromia original

Alguns aspectos técnicos devem ser lembrados na apreciação da estatuária grega antiga. O primeiro deles é a fidelidade ao original. Bom número de obras referenciais da produção grega só é conhecido através de cópias romanas posteriores. É o caso das peças canônicas de Policleto, do Discóbolo de Míron, e das peças monumentais de Fídias. Quando existem diversas cópias da mesma obra pode-se estabelecer uma forma provável do original baseada em uma mediana entre os exemplares disponíveis. Mesmo assim as diversas versões que existem da Vênus de Cnido de Praxíteles, com variações significativas nas proporções e detalhes, evidenciam a incerteza que cerca a matéria. Quando existe apenas uma cópia a possibilidade de divergência em relação ao original cresce, pois não é possível determinar com certeza que grau de liberdade o artista copiador tomou na realização de sua reprodução. Além disso outras peças são de autoria duvidosa (são escassas as assinaturas), podendo ter sido produzidas por diferentes mestres..
Outras ressalvas dizem respeito ao material usado, com implicações quanto à composição geral. As obras canônicas de Policleto, por exemplo, eram originalmente em bronze, mas as cópias remanescentes são de mármore (salvo algumas cópias modernas de segunda geração), o que acarreta alteração importante no desenho da obra especialmente em sua base, já que o bronze pode suportar tensões estruturais impossíveis no mármore, que usualmente requer um apoio substancial para o corpo humano em forma de troncos de árvore, rochas ou outros objetos, para não partir-se sob seu próprio peso. Entretanto em linhas gerais as proporções e formas dos corpos crê-se que tenham sido preservadas satisfatoriamente, dada a qualidade do artesanato da maior parte dos copistas.
Um último aspecto a ser levado em conta é o tratamento da superfície da escultura. Hoje sabe-se que a maior parte da produção grega original, senão a totalidade, recebia pintura em cores vivas nas roupagens, cabelos e outros detalhes, mas podia ser inteiramente coberta de tintas, incluindo nas áreas de pele, e apresentar complexos padrões geométricos no vestuário. Outros adornos como coroas, cintos e armas em metal podiam também ser aplicados aos mármores. Por exemplo, as esculturas do pedimento do Templo de Afaia em Egina eram comprovadamente pintadas com extravagantes padronagens, e Praxíteles considerava a pintura de superfície um elemento fundamental do estilo e indispensável para o pleno efeito de suas criações. Inúmeras estátuas de todas as épocas ainda preservam resíduos de pigmento, detectáveis alguns visivelmente, outros através de instrumental apropriado.
Entretanto as tintas, por serem material menos resistente, com o tempo se desvaneceram quase por completo, o que gerou a crença de que a escultura grega era de pedra nua, influenciando a produção do Renascimento e do Neoclassicismo inspirada em originais antigos, quando toda estatuária foi criada deixando-se o mármore e o bronze aparentes. Apesar de os círculos acadêmicos saberem pelo menos há 200 anos que as obras gregas recebiam algum tipo de pigmento, aquela mesma crença levou a diversas intervenções modernas de restauro desastrosas, como foi o caso dos Mármores de Elgin, retirados do Partenon e levados para a Inglaterra, onde receberam um polimento drástico nos anos 1930 que removeu a pátina natural do mármore e todos os remanescentes de cor.
As últimas pesquisas indicam que a prática de pintura de superfície era muito mais comum e extensiva do que se supunha até há algumas décadas, e este conhecimento só recentemente vem recebendo mais divulgação. Uma exposição intitulada Bunte Götter (Deuses Coloridos) patrocinada pela Gliptoteca de Munique e que a partir de 2004 itinerou por várias capitais da Europa mostrou diversas cópias de peças originais com tentativas de reconstituição da policromia, com resultados surpreendentes e fascinantes que obrigam a uma revisão de toda a apreciação contemporânea da estatuária antiga, especialmente por parte do grande público..

## A irradiação e persistência da tradição grega

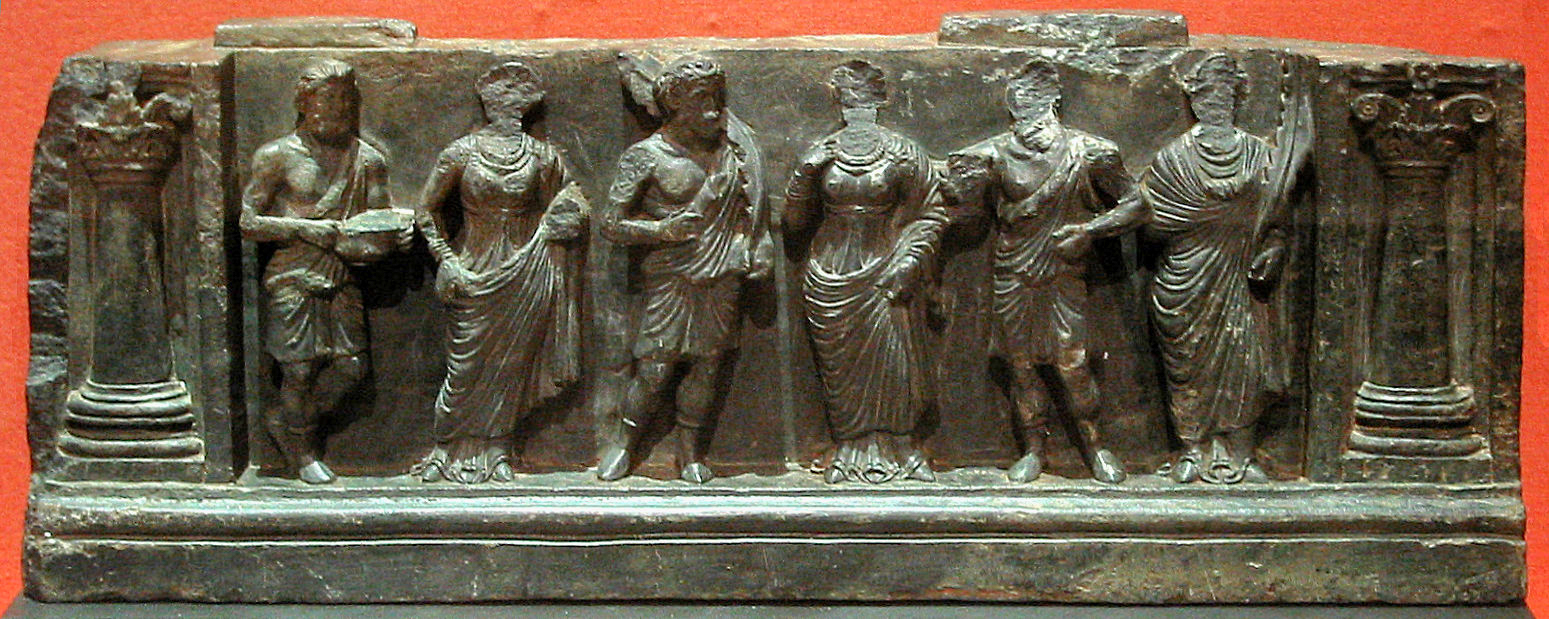
Friso greco-budista de Gandara em estilo Helenístico, c. Museu Victoria e Albert.

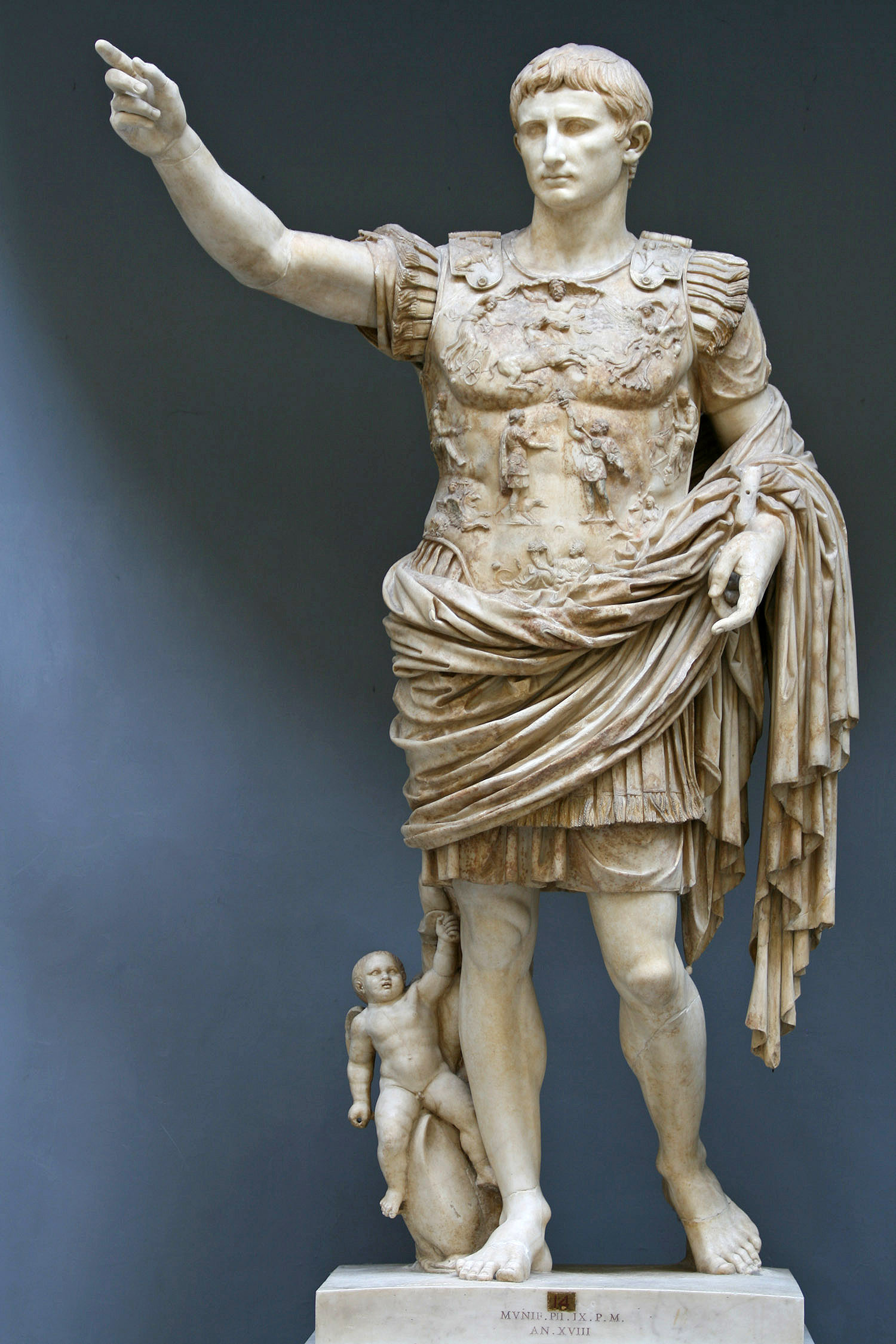
O famoso Augusto de Prima Porta, criação romana segundo moldes gregos. Museus Vaticanos

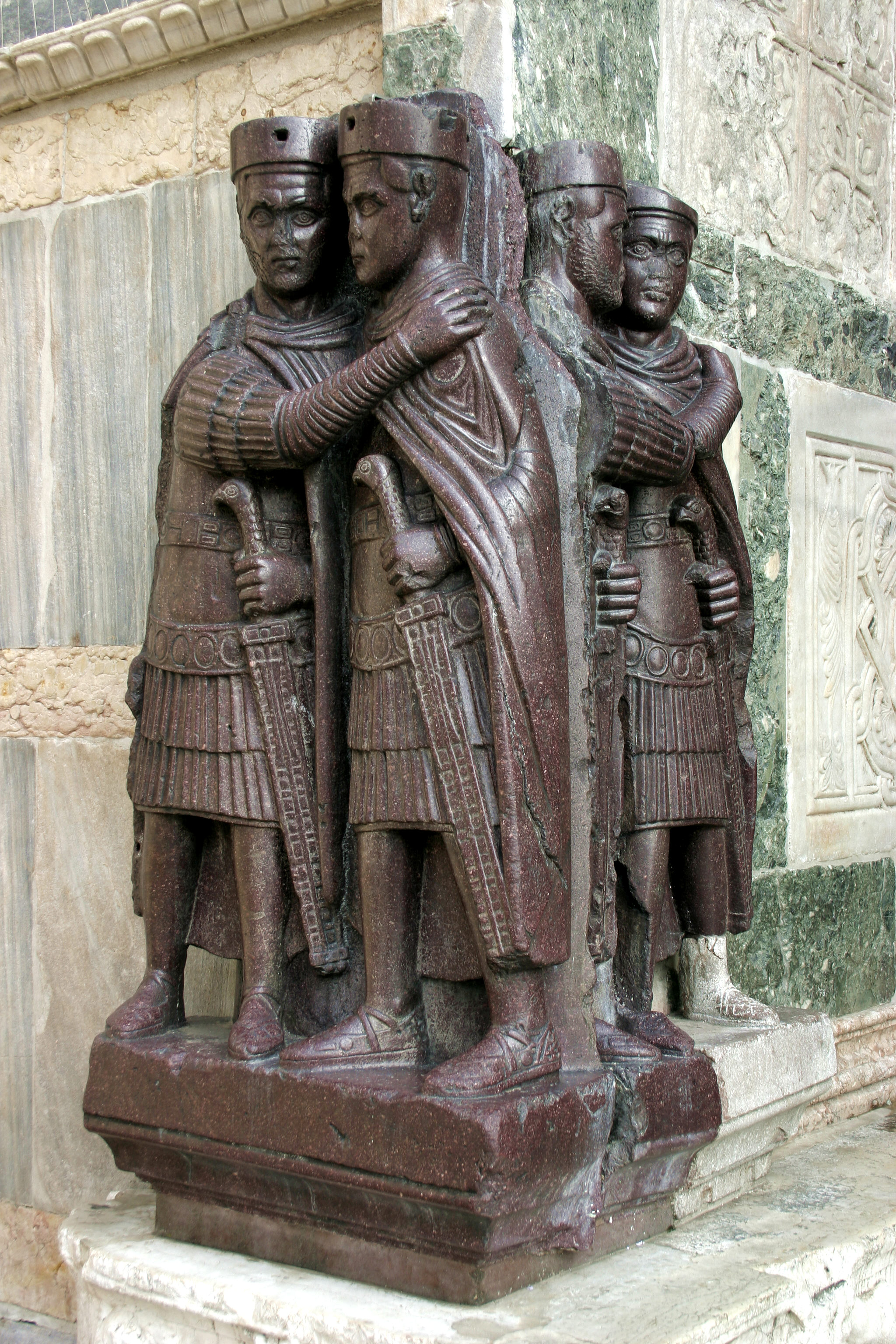
Os Tetrarcas, século IV, Catedral de São Marcos, Veneza, um exemplo da profunda modificação no cânone estilístico no final da Idade Antiga

A expansão da área de influência da escultura grega iniciou no Período Arcaico, quando os etruscos decalcaram sua estatuária diretamente de modelos gregos, mas se acentuou imenso no Helenismo, durante as viagens de conquista de Alexandre Magno. O contato de artistas de seu séquito com as culturas das áreas por onde passavam e nas cidades que iam sendo fundadas deixou marcas nítidas na produção artística destes povos. A identificação dos deuses gregos com divindades similares estrangeiras facilitou a fusão de estilos e a criação de tendências híbridas perceptíveis desde o Oriente Próximo até localidades remotas como o vale do Indo, o Afeganistão e o Paquistão.
Na cultura romana seu impacto foi ainda mais completo, especialmente depois do saque de Siracusa em 212 a.C.. Siracusa era um rico entreposto comercial grego na Sicília, e era adornada com numerosas obras de arte. Com a queda em mãos romanas a cidade foi completamente saqueada, e o espólio foi levado a Roma, onde substituiu a estatuária de tradição etrusca. Desde então Roma adotou definitivamente o estilo grego, e com o tempo nenhuma propriedade rica deixou de mostrar alguma escultura de feição helenística. Após a conquista da Grécia por Roma em 146 a.C. diversos artistas gregos se estabeleceram na Itália, contribuindo para a disseminação de sua herança cultural entre a civilização conquistadora.
No Egito a infiltração de influências gregas é perceptível desde pelo menos o século III a.C., com a instauração da Dinastia Ptolemaica, de origem macedônica, mas ganhou força no fim do Helenismo, especialmente através da crescente presença romana. O estilo hierático, impessoal e cerimonial da arte egípcia foi-se suavizando até render-se em larga medida à escola grega, de caráter mais naturalista e expressivo.
Mas assim como foi larga sua influência, foi rápido o declínio da arte escultórica grega. A queda de Roma e a fragmentação de seu extenso território em nações menores, que se desenvolveram então ao longo de diferentes linhas regionais, logo se refletiu na arte, e o estilo naturalista de perfeição anatômica alcançado pelas gerações de mestres gregos, continuado pelos romanos, simplesmente desapareceu. A estatuária adquiriu em geral feições rudes, rígidas e simplificantes, com um novo sistema de proporções e lógica de representação, e o classicismo se diluiu na arte primitiva da Idade Média. Em termos de técnica e artesania, o empobrecimento é óbvio, aparentemente já ninguém mais herdara aquela sofisticada e exímia habilidade escultórica. O retrato detalhista e imitativo da escultura grega cedeu lugar para uma esquematização formal que em muitos momentos se aproximou do caráter do ícone. Mesmo assim a tradição greco-romana conseguiu encontrar alguns canais para sobrevivência. Certos temas pagãos foram adaptados para o universo cristão, como o do Pastor, transformado numa visão do Cristo resgatando a "ovelha perdida", modelos formais da estatuária de culto foram reinterpretados para a representação de imagens de reis e imperadores, motivos como as festas de Dionísio e a guerra de Troia foram preservados em iluminuras, e algumas peças de escultura também acabaram sendo incorporadas em edifícios medievais.
A ascensão do Cristianismo na Europa como religião dominante foi outro fator para seu declínio rápido, ao condenar a ênfase pagã no corpo nu; em tal descrédito larga porção das obras antigas originais se perdeu, em particular os bronzes, derretidos para fabricar outros artefatos. Em suma a Idade Média foi um período de completo afastamento dos cânones clássicos, embora a habilidade e refinamento na talha na pedra, e novamente na madeira, tenham voltado a se elevar magnificamente a partir do período Românico.
No século XIII sinais de um interesse renovando no classicismo aparecem na obra de escultores como Nicola Pisano, e chegando à Renascença, com os textos clássicos voltando a circular no Ocidente, a cultura greco-romana ressuscitou de longa obscuridade, e logo tornou-se novamente o cânone para a arte. Mais do que isso, o desejo de emulação da arte do período de apogeu da cultura grega chegou a níveis passionais. O corpo nu voltava a ser visto como expressão de beleza, pureza e dignidade, mas ora dentro de uma ótica cristianizada, como a obra-prima da Criação e imagem da divindade.

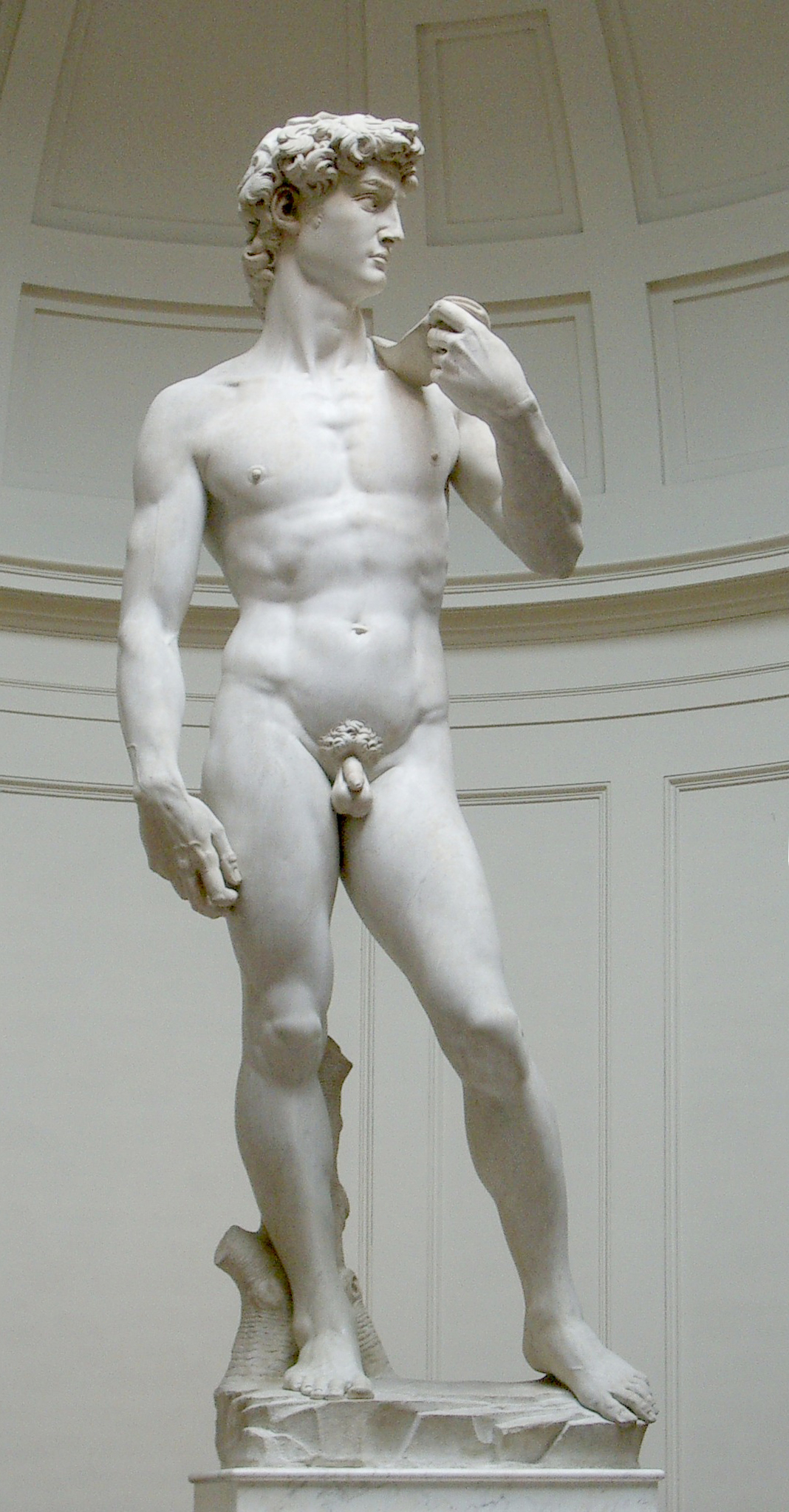
Michelangelo: Davi, 1504, Galeria da Academia de Belas Artes de Florença

O primeiro nu de vulto completo na escultura ocidental desde a antiguidade clássica - descontando-se exemplos anteriores em relevos como o belo Adão de Pisano no púlpito de Pisa (c. 1260) - apareceu com o Davi de Donatello, criado em torno de 1440, e que causou sensação quando foi apresentado. Mesmo que a herança medieval não tenha sido bruscamente suplantada, evoluindo naturalmente do gótico anterior, e a atmosfera religiosa fosse já completamente diversa, é evidente uma similaridade com protótipos antigos. Tem sido recentemente levantada a hipótese de que a obra tenha um tema mitológico e não bíblico. Desde este precursor as estátuas inspiradas na grande tradição da antiguidade se multiplicam, e nas mãos de mestres como Benvenuto Cellini, autor de um célebre Perseu com a cabeça da Medusa, e Michelangelo, que coroa e encerra o período da Alta Renascença, adquirem uma força, beleza, virtuosismo e complexidade que ombreiam seus antecessores clássicos.
Outros estímulos em direção ao resgate da herança escultórica grega foram o crescimento do interesse antiquarial por parte de ricos colecionadores e a descoberta nesta época de algumas importantes obras clássicas e helenísticas, como o Apolo Belvedere, que tornou-se objeto de cobiça das cortes e foi copiado várias vezes, e sobretudo o Laocoonte, cuja apresentação pública no Vaticano em 1506 constituiu um acontecimento social em Roma. Logo o impactante achado repercutiu internacionalmente, sendo objeto de estudo de intelectuais e influenciando a produção posterior do próprio Michelangelo e de uma legião de outros artistas. Michelangelo foi devedor também de Lísipo, conforme ele mesmo declarou ter-se inspirado em obras do grego para as suas próprias criações
Adentrando o Maneirismo, em meados do século XVI, e a seguir o Barroco, a o estilo se transforma e se afasta do cânone do período clássico, onde o idealismo e o equilíbrio circunspecto são as tônicas. Entretanto, a cultura antiga de modo geral permanecia uma referência forte e, ganhando em dramaticidade e movimento, e passando a privilegiar aspectos emocionais e humanos, incluindo temas de violência, a escultura produziria resultados comparáveis à fase tardia do Helenismo. Nesta fase muito da força criativa na escultura direcionou-se para representações religiosas, e os artistas cristãos, absorvendo uma variedade de soluções técnicas antigas, aproveitaram, revitalizando-o, um vasto repertório de posturas, gestos e expressões que fora fundado pelos gregos, enriqueceram-no com seu próprio gênio, e aplicaram estes recursos formais para a ilustração da vida de santos e mártires, os mitos e heróis da época. Crê-se, por exemplo, que Bernini, um dos mestres do barroco italiano, tenha-se inspirado no Fauno Barberini, uma peça helenística que ele mesmo havia restaurado, para criar sua célebre representação do Êxtase de Santa Teresa. Não obstante, temas declaradamente mitológicos continuaram a receber atenção em obras de grande significância, como provam o Mercúrio carregando Psiquê ao Olimpo, de Adriaen de Vries, e o Hércules e Nesso, de seu mestre Giambologna. O Rapto da Sabina, uma composição de enorme virtuosismo deste mesmo autor, constitui um dos ápices da estatuária de todos os tempos.
Com uma nova onda idealista surgindo na Europa a partir do século XVIII, com a contribuição de uma nova sensibilidade idílica e pastoral surgida a partir do Rococó, e culminando com o Neoclassicismo propriamente dito, quando a cultura greco-romana entra em nova fase de grande prestígio, recuperam-se as temáticas mitológica, bucólica ou heroica, e a digna sobriedade do alto classicismo, que assim demonstrava sua vitalidade dois mil anos após seu aparecimento na Grécia. Desta fase são importantes Augustin Pajou, Louis Petitot, Bertel Thorvaldsen, John Flaxman, Vasily Demut-Malinovsky e sobretudo a figura dominante de Antonio Canova, cujo esplêndido Perseu com a cabeça da Medusa é uma evidente releitura do clássico Apolo Belvedere. Canova ainda teve como discípulos John Gibson e Richard Westmacott.
Com o advento do Modernismo no início do século XX a tradição artística grega antiga perdeu novamente sua força como estímulo para os criadores, apesar de continuar a ser apreciada como grande testemunho artístico de eras passadas. Contudo, em tempos recentes nova revalorização da cultura da Grécia como fonte de inspiração tem sido observada a partir da tendência historicista cultivada pelo Pós-modernismo, e observa-se a penetração até a cultura popular de alguns dos ícones mais famosos da escultura grega.

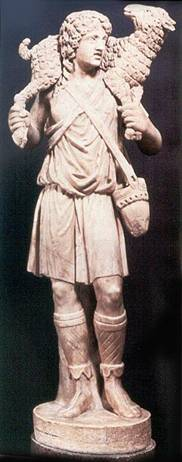
O Bom Pastor, paleocristão, século IV. Museu Pio-Cristão
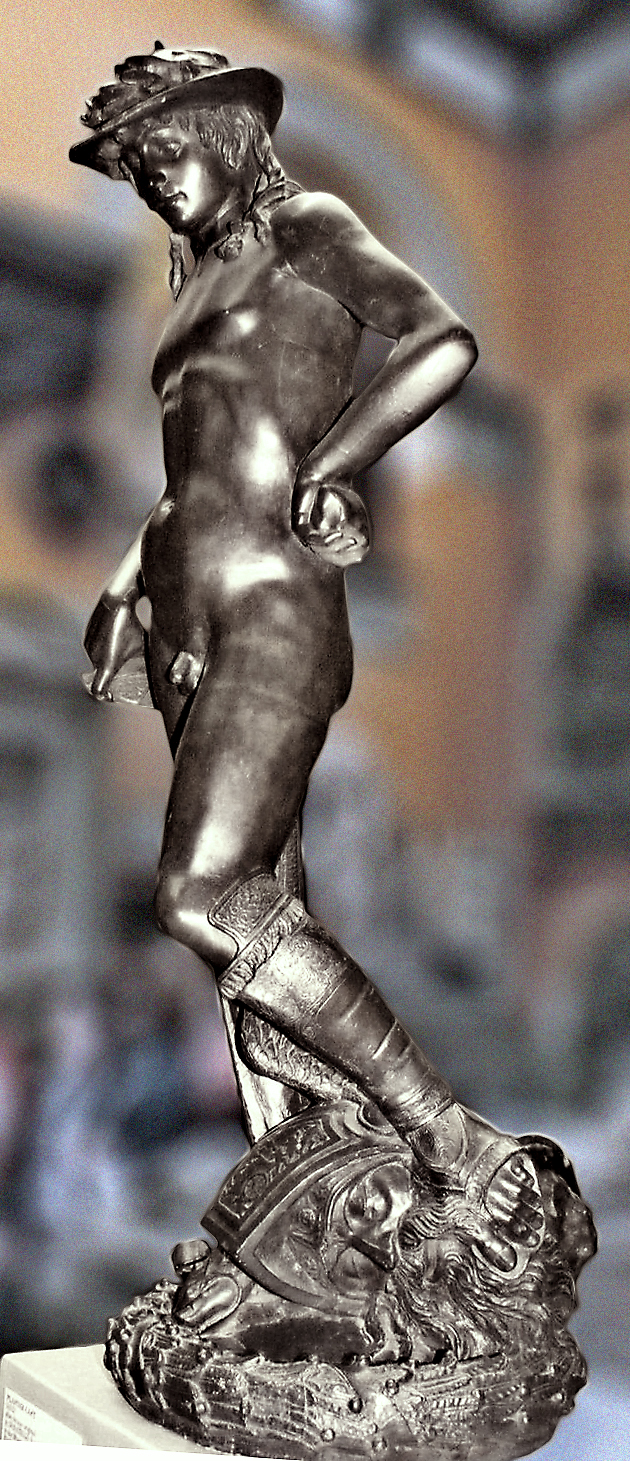
Cópia de Donatello: Davi, c. 1440, Museu Victoria e Albert
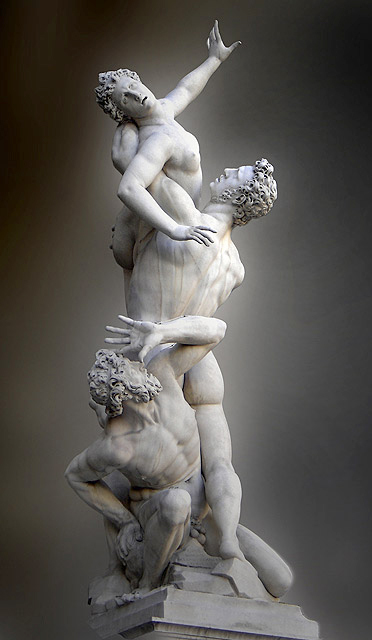
Giambologna: O rapto da Sabina, 1574-1582, Loggia dei Lanzi, Florença
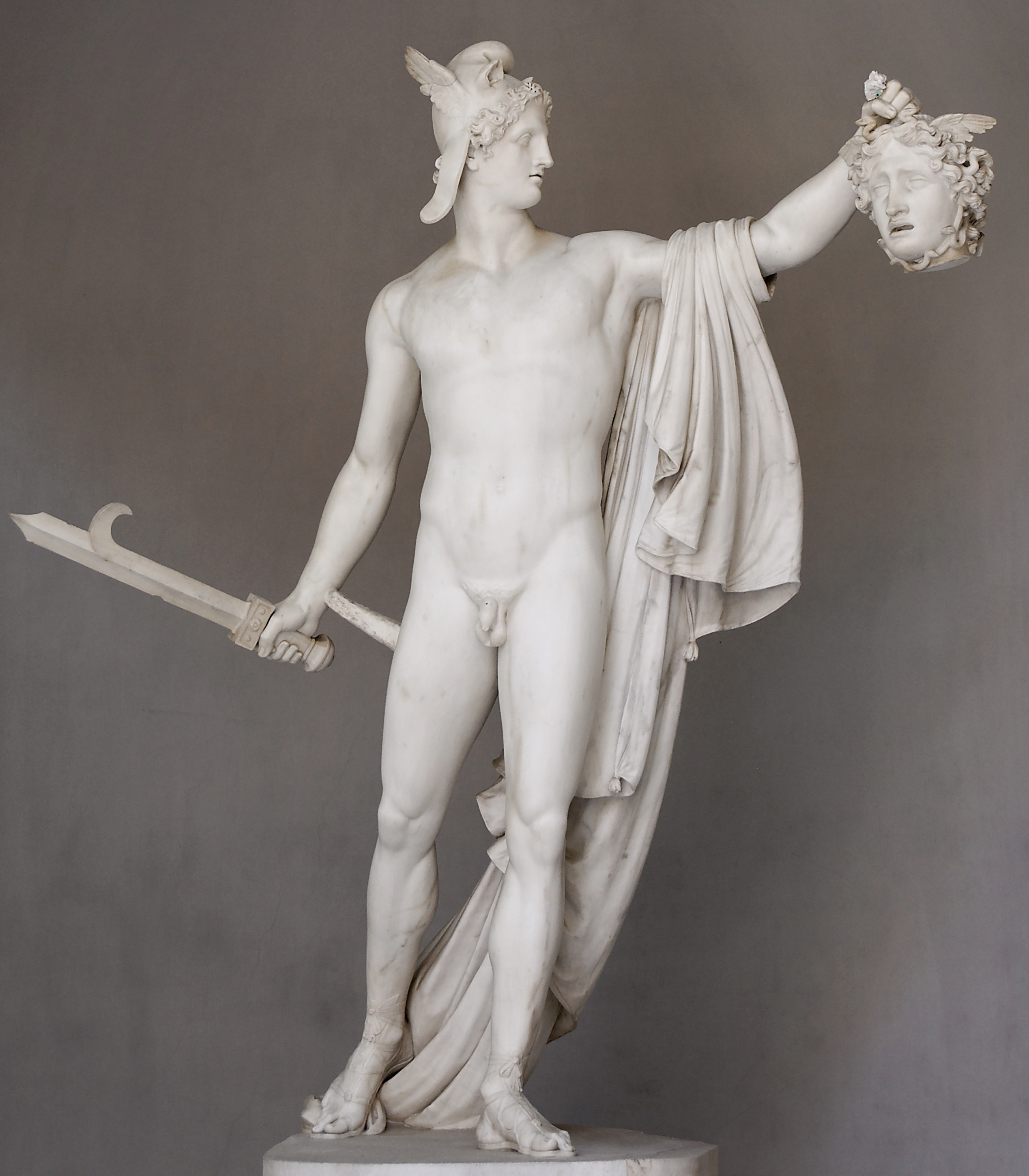
Canova: Perseu com a cabeça da Medusa, c. 1800, Museus Vaticanos